# The Wall Live
The Wall Live foi uma turnê mundial do cantor e compositor britânico Roger Waters, um dos fundadores da banda britânica Pink Floyd. Na turnê, foi a primeira vez que o álbum do Pink Floyd The Wall foi executado na íntegra pela banda ou por qualquer um de seus integrantes desde que Roger Waters tocou o álbum em um show em Berlim em 1990. O show é considerado um dos mais complexos realizado por Roger Waters, custando aproximadamente £37 milhões para ser realizado.
A turnê começou em Toronto no dia 15 de setembro de 2010 e continuou por toda a América do Norte antes do fim da primeira parte na Cidade do México em 21 de dezembro de 2010. A parte europeia começou em Portugal, havendo shows dias 21 e 22 de março de 2011 no país, e a segunda parte teve fim dia 12 de julho no mesmo ano em Atenas. Haverá shows na Austrália e Nova Zelândia entre 27 de Janeiro e 23 de fevereiro. No dia 2 de março é iniciada a parte da turnê na América do Sul, passando pelo Chile, Argentina e Brasil, havendo neste 4 shows: um no Estádio Beira Rio em Porto Alegre no dia 25 de março, um no Engenhão na cidade do Rio de Janeiro no dia 29 e dois no Estádio do Morumbi em São Paulo nos dias 01 e 03 (inicialmente marcado para o dia 31 de março, porém adiado devido a questões técnicas e de logística) de abril. Após a passagem na América do Sul, Waters fará shows na América do Norte novamente a partir de 27 de abril. Waters disse que pode haver mais shows na Europa em 2013.
A turnê terminou no dia 21 de julho de 2012, em Quebec, apresentando o segundo maior muro de todos (O maior foi o muro do show The Wall Live in Berlin em 1990).
Waters, grande pacifista, enfatizou as mensagens antiguerra dos shows, pedindo a fãs fotos de pessoas amadas que morreram em guerra, essas fotos foram postadas em sua página de Facebook.
Snowy White e Dave Kilminster foram os primeiros músicos confirmados para tocar ao lado de Roger Waters na turnê. Kipp Lennon, Mark Lennon e Michael Lennon da banda Venice participaram como backing vocals. No dia 23 de abril, foi anunciado todos que iriam participar dos shows. Waters disse que David Gilmour, que tocava com Waters na época do Pink Floyd, tocaria Comfortably Numb em um dos seus shows. No dia 12 de maio de 2011, Gilmour tocou e cantou Comfortably Numb  em cima de um muro gigante feito no palco, na O2 Arena em Londres, nesse mesmo show eles, juntamente com o baterista do Pink Floyd Nick Mason, tocaram Outside the Wall, última música dos shows.

## Músicos

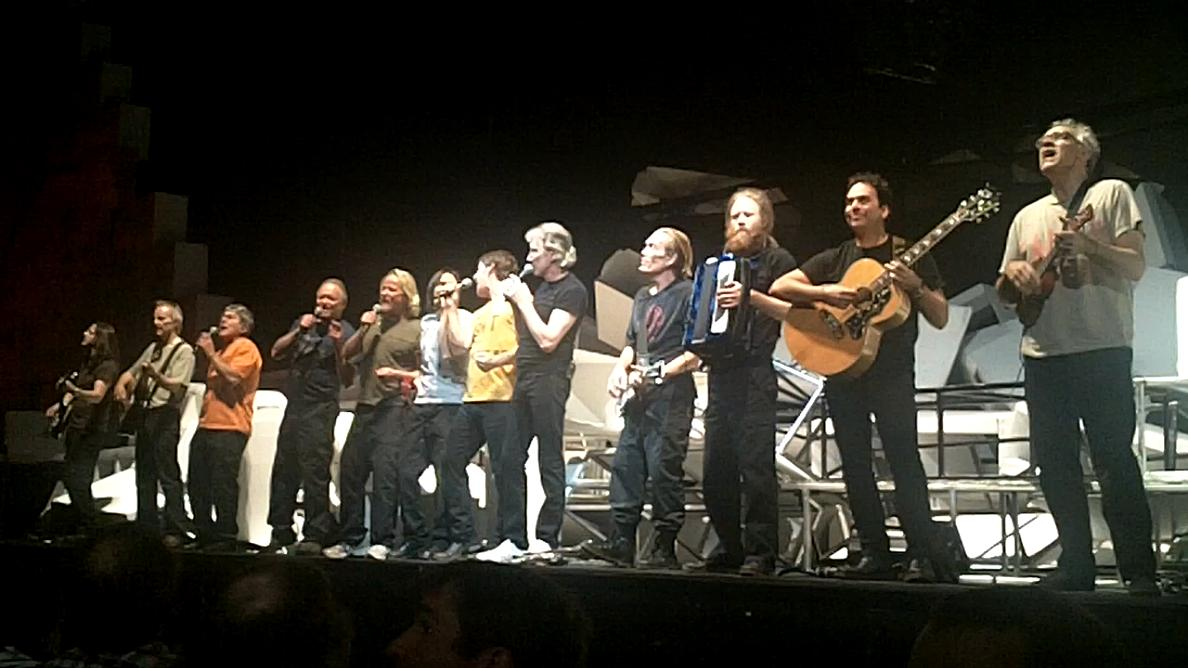
A banda, Kansas, 30 de Outubro de 2010 (da esquerda para a direita, Kilminster, White, Joyce, Pat Lennon, Mark Lennon, Kip Lennon, Wyckoff, Roger Waters, Smith, Harry Waters, Carin, Broad). Atrás da banda os "destroços" do muro

Os seguintes músicos tocaram nos shows:
- Roger Waters – Baixo, Vocal principal, Violão e Trompete
- Graham Broad – Bateria, Percussão, Ukulele
- Dave Kilminster – Guitarra, Banjo
- G. E. Smith – Guitarra, Baixo, Bandolim
- Snowy White – Guitarra
- Jon Carin – Teclado, Guitarra, Guitarra havaiana
- Harry Waters – Órgão Hammond, Teclado, Acordeão
- Robbie Wyckoff – Vocal principal nas músicas originalmente cantadas por David Gilmour)
- Jon Joyce – Backing vocals
- Kipp Lennon – Backing vocals
- Mark Lennon – Backing vocals
- Pat Lennon – Backing vocals
- David Gilmour – Guitarrista convidado e cantor no show de 12 de maio de 2011.
- Nick Mason – Percussionista convidado no show de 12 de maio de 2011.

## Resumo dos shows

### Pré-Show
Durante o pré-show, na parte Americana da turnê, um homem aparentando ser um mendigo empurra um carrinho de compras pelo estádio perto das cadeiras. Ele veste uma jaqueta de flanela e um chapéu de cowboy, e conversa um pouco com alguns fãs enquanto ele anda pelo lugar. Seu carro é cheio de latas de refrigerantes vazias, lixo e uma placa com frases que variavam de um show para outro, incluindo "No Thought Control", em um lado e "Homeless people need money for booze and hookers" no outro.  Em seu carro também tem um boneco do personagem "Pink", que é usado depois no show. Em ordem, as músicas que tocam durante o pré-show são " Mother" de John Lennon, " Masters of War" de Bob Dylan, " A Change Is Gonna Come" de Sam Cooke, "Imagine" de John Lennon, "Strange Fruit" de Billie Holiday, "Whole Lotta Love" de Led Zeppelin e "People Get Ready" de The Impressions.

### Parte Um

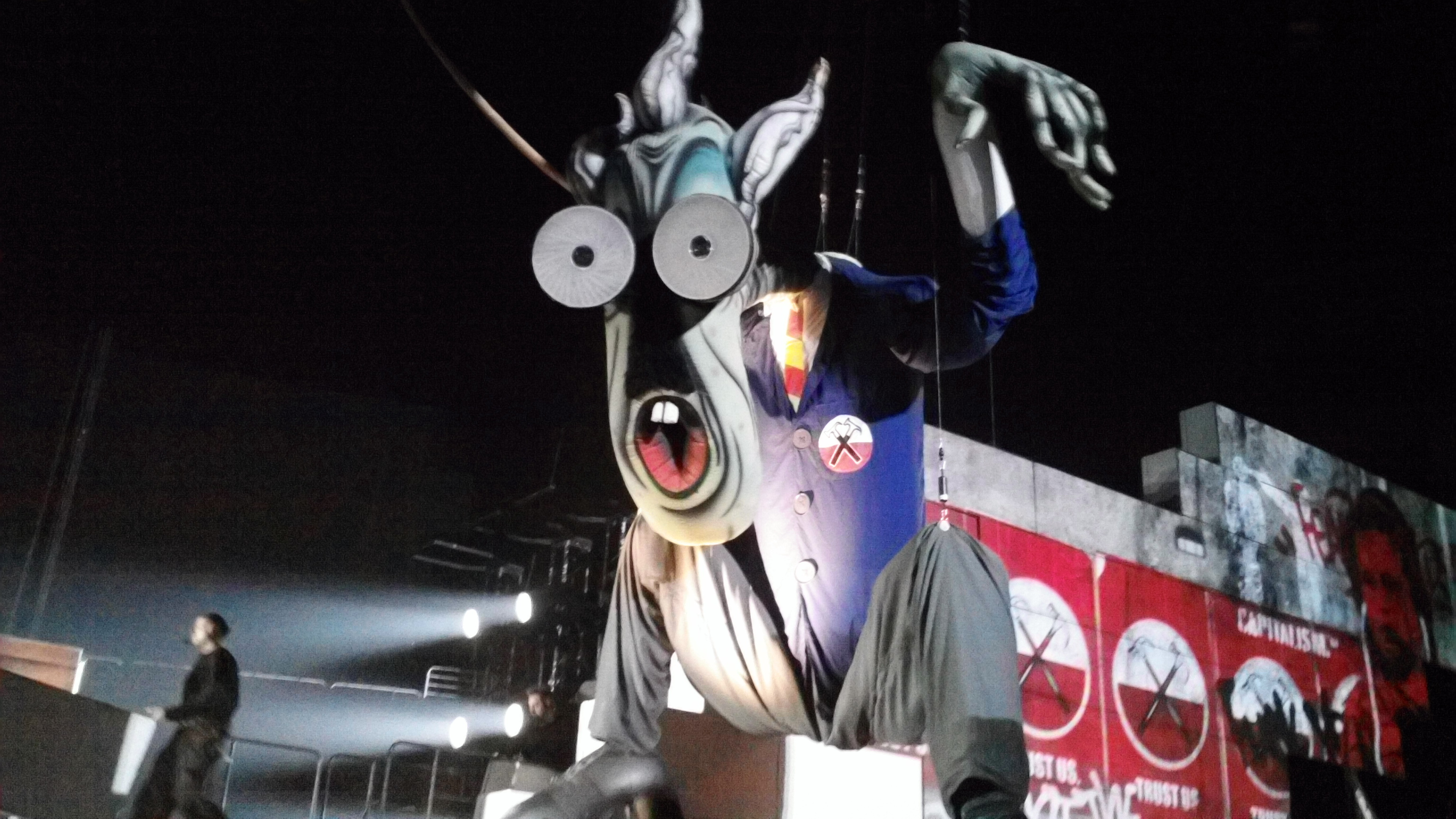
O boneco do Professor, em show no Kansas em 30 de Outubro de 2010

Durante o passeio do mendigo pela plateia, a música do pré show para, e assim que ele chega no palco, o clímax do filme Spartacus é tocado. Após o áudio do filme, o homem joga "Pink" no palco.
Para os shows Europeus e todos os shows em 2012, o mendigo foi substituído por dois "soldados", vestindo o uniforme com os martelos cruzados, que trazem "Pink" para o palco, e seguram-no durante o clipe de Spartacus, antes de jogá-lo no chão e marcharem para fora do palco.
Após isso, O áudio dá lugar a um trompete, tocando a melodia de Outside the Wall. O trompete toca a melodia desacompanhado por alguns segundos, até a banda começar com In the Flesh? sem nenhum aviso. Fogos de artificio explodem durante os acordes iniciais e projeções contendo os martelos cruzados são vistas tanto no muro quanto no telão circular que fica no meio do palco, atrás do muro. Um pouco depois, Waters aparece pela primeira vez, vestido de preto, e logo depois coloca um sobretudo preto, com uma braçadeira dos martelos, e coloca óculos escuros, interpretando Pink. Durante o clímax da música, um avião de guerra, suspendido por um fio, voa em direção ao palco, e colide no muro enquanto fogos explodem. Durante "The Happiest Days of Our Lives" e " Another Brick in the Wall pt.2" aparece um marionete inflável gigante do professor, um ícone do show original, que parece andar, suspendido por cabos. Crianças de escolas locais são trazidas para o palco para cantar e dançar. Do show em Berlim, em 16 de Junho em diante, Waters canta uma reprise acústica de " Another Brick in the Wall pt.2" com letras se referindo a Jean Charles de Menezes antes de agradecer a plateia e lhes contar sobre as filmagens dos shows da primeira The Wall Tour. Ele então canta "Mother" acompanhado de um vídeo dele tocando a música na turnê original de 1980. Um boneco da Mãe inflável baseado na versão animada da personagem, aparece no lado esquerdo, atrás do muro. A música apresenta maiores mensagens políticas do que antes, as palavras "Big Brother Is Watching You" [O Grande Irmão Está te Observando] é escrita no muro, com o "Br" riscado e substituído com a letra "M". Depois da linha "Mother, should I trust the government?" [Mãe, devo confiar no governo?], as palavras "No Fucking Way" [Nem Fodendo] são projetadas no muro, assim como a tradução local da frase em países cujo idioma não é Inglês.
As projeções mostradas em "Goodbye Blue Sky" causaram certas controvérsias. Durante a música, aviões são vistos lançando bombas em forma de Foice e martelo, cruzes, símbolo do Dólar, Estrela de Davi, Logotipo da Shell, logo da Mercedes-Benz, assim como o logo do McDonald's em futuros shows. O avião lançando o símbolo do Dólar aparece diretamente depois do avião lançar a Estrela de Davi. Apesar de Waters ter dito não havia relevância na ordem das bombas, ele mudou a ordem após reclamações do presidente da Liga Antidifamação.
Durante "Empty Spaces" e "What Shall We Do Now?" (presente no  filme e na turnê original), é projetado no muro uma sequência desenhada por Gerald Scarfe, que mostra a famosa sequência das "Flores Fornicadoras".
Durante "Don't Leave Me Now", aparece uma marionete gigante da esposa, similar em design e execução ao Professor.
Em " Another Brick in the Wall pt.3" o muro está quase completo, e assim como na turnê original, um instrumental chamado "The Last Few Bricks" é tocada para dar mais tempo para a construção do muro.
Em "Goodbye Cruel World", Waters canta no espaço do último tijolo, e assim que a música termina, o último tijolo é colocado, completando o muro e encerrando a primeira parte do show. Segue um intervalo de 15 minutos, com fotos e biografias de pessoas perdidas em conflitos são projetadas no muro.

### Parte Dois

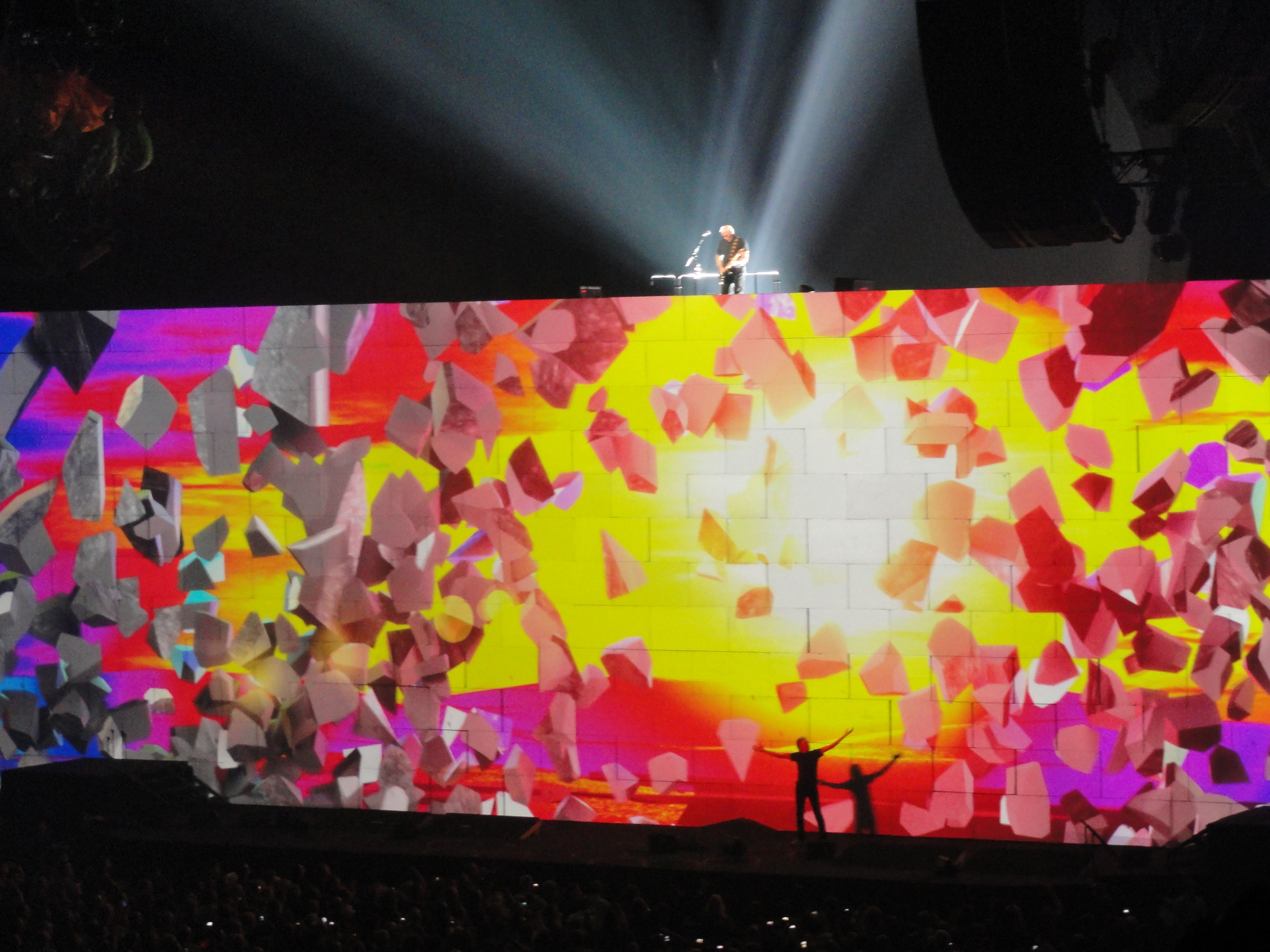
Roger Waters e David Gilmour durante o solo de Comfortably Numb na O2 Arena,Londres

A segunda parte começa com " Hey You" e é tocada com poucos efeitos visuais no muro, com exceção de um trecho em que o muro se abre, e uma criatura vem correndo em direção a tela e dá um soco. A banda toca agora escondida da vista da audiência, atrás do muro. Para o solo acústico de "Is There Anybody Out There?" um tijolo é removido para que a plateia veja os guitarristas Dave Kilminster e G.E. Smith.
Em "Nobody Home", uma parte do muro desce revelando um pequeno quarto de hotel com televisão (exibindo filmes de guerra), cadeira, abajour e uma cama desfeita. Waters, como "Pink", canta enquanto fica sentado numa cadeira que fica numa plataforma estendida no muro. Durante " Vera", imagens de Vera Lynn são exibidas, junto de vídeos de crianças reencontrando seus pais veteranos de guerra. "Bring the Boys Back Home" apresenta um discurso de Dwight D. Eisenhower. Durante "Comfortably Numb", Robbie Wyckoff e Dave Kilminster aparecem no topo do muro assim como David Gilmour fez na turnê original - coisa que ele fez novamente durante uma aparição no show na O2 Arena em Londers, no dia 12 de Maio de 2011. No final da música, a projeção do muro explode, e pilares se levantam, completando o muro.
A banda toca "The Show Must Go On" vestida em fantasias de fascistas com as braçadeiras dos martelos cruzados. O famoso porco inflável aparece, preto em cabos, durante "In the Flesh", e guiados depois por membros da equipes, passando pela plateia. Waters adicionou mais tarde uma sequência no final da música em que ele atira na plateia com uma metralhadora. Durante "Run Like Hell", projeções no muro parodiam o famoso "i" do iPod.
Fotos de porcos são vistas perto das palavras "iLead", cães perto de "iProtect", ovelhas perto de "iFollow" (cães, porcos e ovelhas indicando seus papéis no álbum do Pink Floyd Animals), George Bush e outros líderes próximo de "iBelieve", Hitler próximo de "iPaint" e crianças próximas de "iLearn", entre outras. Em todas as imagens, os sujeitos estão usando iPods. Depois disso, a filmagem vazada do Ataque aéreo em Bagdá de 12 de julho de 2007 é exibida, com legendas das falas dos pilotos Americanos e destacando os funcionários da Reuters Saeed Chmagh e Namir Noor-Eldeen, cujas câmeras foram confundidas com armas; depois do ataque, aparece a mensagem: "Namir Noor-Eldeen e Saeed Chmagh, Nós vamos nos lembras de vocês."
"Waiting for the Worms" apresenta mais animações de Gerald Scarfe, tanto do filme quanto da turnê original.
A famosa Marcha dos Martelos aparece renderizada com a utilização da técnica Cel shading. Mais tarde na turnê imagens de Waters como um ditador fascista é projetada no muro entre as cenas dos martelos marchando.
" Stop" abruptamente escurece todo o muro, com uma luz iluminando apenas o boneco de Pink do início do show, que aparece sentado em cima do muro; e é então jogado ao chão.
No clímax do show, em "The Trial", a sequência animada de Gerald Scarfe é projetada inteiramente no muro durante toda a música. Assim que a canção chega ao seu clímax, e a plateia, e os músicos gritando "Tear Down the Wall", o muro é derrubado, e logo depois confetes caem sobre a plateia. Em alguns shows, nesse momento, o porco inflável vai indo ao chão, de encontro com a plateia, que o destrói. A banda toda então aparece no palco, e tocam "Outside the Wall" com uma variedade de instrumentos acústicos. (Em certos shows da parte Australiana, a banda tocou uma versão acústica completa de "Waltzing Matilda" imediatamente depois de "Outside the Wall". Similarmente, nos shows no México, a banda tocou "Las Mañanitas") Waters então apresenta a banda ao público, e em fileira, todos se retiram do palco.

## Setlist

### Parte Um
1. "In the Flesh?"
2. "The Thin Ice"
3. "Another Brick in the Wall (Part 1)"
4. "The Happiest Days of Our Lives"
5. "Another Brick in the Wall (Part 2)"
6. "Another Brick in the Wall (Part 2) Reprise"
7. "Mother"
8. "Goodbye Blue Sky"
9. "Empty Spaces"
10. "What Shall We Do Now?"
11. "Young Lust"
12. "One of My Turns"
13. "Don't Leave Me Now"
14. "Another Brick in the Wall (Part 3)"
15. "The Last Few Bricks"
16. "Goodbye Cruel World"

### Parte Dois
1. "Hey You"
2. "Is There Anybody Out There?"
3. "Nobody Home"
4. "Vera"
5. "Bring the Boys Back Home"
6. "Comfortably Numb"
7. "The Show Must Go On"
8. "In the Flesh"
9. "Run Like Hell"
10. "Waiting for the Worms"
11. "Stop"
12. "The Trial"
13. "Outside the Wall"

## Datas
| Data                       | Cidade                     | País ou território         | Local                                         | Ingressos vendidos / colocados à venda | Arrecadação                |
| 1ª Fase: 2010'             | 1ª Fase: 2010'             | 1ª Fase: 2010'             | 1ª Fase: 2010'                                | 1ª Fase: 2010'                         | 1ª Fase: 2010'             |
| América do Norte (Parte 1) | América do Norte (Parte 1) | América do Norte (Parte 1) | América do Norte (Parte 1)                    | América do Norte (Parte 1)             | América do Norte (Parte 1) |
| -------------------------- | -------------------------- | -------------------------- | --------------------------------------------- | -------------------------------------- | -------------------------- |
| 15 de setembro de 2010     | Toronto                    | Canadá                     | Air Canada Centre                             | 40.922 / 40.922                        | US$5.623.300               |
| 16 de setembro de 2010     | Toronto                    | Canadá                     | Air Canada Centre                             | 40.922 / 40.922                        | US$5.623.300               |
| 18 de setembro de 2010     | Toronto                    | Canadá                     | Air Canada Centre                             | 40.922 / 40.922                        | US$5.623.300               |
| 20 de setembro de 2010     | Chicago                    | Estados Unidos             | United Center                                 | 45.653 / 47.487                        | US$5.400.900               |
| 21 de setembro de 2010     | Chicago                    | Estados Unidos             | United Center                                 | 45.653 / 47.487                        | US$5.400.900               |
| 23 de setembro de 2010     | Chicago                    | Estados Unidos             | United Center                                 | 45.653 / 47.487                        | US$5.400.900               |
| 24 de setembro de 2010     | Chicago                    | Estados Unidos             | United Center                                 | 45.653 / 47.487                        | US$5.400.900               |
| 26 de setembro de 2010     | Pittsburgh                 | Estados Unidos             | Consol Energy Center                          | 12.561 / 12.561                        | US$1.316.224               |
| 28 de setembro de 2010     | Cleveland                  | Estados Unidos             | Quicken Loans Arena                           | 12.369 / 13.320                        | US$1.229.950               |
| 30 de setembro de 2010     | Boston                     | Estados Unidos             | TD Garden                                     | 34.120 / 34.626                        | US$3.836.070               |
| 1 de outubro de 2010       | Boston                     | Estados Unidos             | TD Garden                                     | 34.120 / 34.626                        | US$3.836.070               |
| 3 de outubro de 2010       | Boston                     | Estados Unidos             | TD Garden                                     | 34.120 / 34.626                        | US$3.836.070               |
| 5 de outubro de 2010       | Nova York                  | Estados Unidos             | Madison Square Garden                         | 36.704 / 36.704                        | US$5.449.885               |
| 6 de outubro de 2010       | Nova York                  | Estados Unidos             | Madison Square Garden                         | 36.704 / 36.704                        | US$5.449.885               |
| 8 de outubro de 2010       | Buffalo                    | Estados Unidos             | HSBC Arena                                    | 13.718 / 13.718                        | US$1.493.334               |
| 10 de outubro de 2010      | Washington                 | Estados Unidos             | Verizon Center                                | 12.865 / 12.865                        | US$2.017.970               |
| 12 de outubro de 2010      | Uniondale                  | Estados Unidos             | Nassau Veterans Memorial Coliseum             | 21.147 / 21.147                        | US$2.365.175               |
| 13 de outubro de 2010      | Uniondale                  | Estados Unidos             | Nassau Veterans Memorial Coliseum             | 21.147 / 21.147                        | US$2.365.175               |
| 15 de outubro de 2010      | Hartford                   | Estados Unidos             | XL Center                                     | 11.647 / 11.647                        | US$1.534.942               |
| 17 de outubro de 2010      | Ottawa                     | Canadá                     | Scotiabank Place                              | 12.699 / 12.699                        | US$1.346.000               |
| 19 de outubro de 2010      | Montreal                   | Canadá                     | Bell Centre                                   | 27.210 / 27.210                        | US$3.482.540               |
| 20 de outubro de 2010      | Montreal                   | Canadá                     | Bell Centre                                   | 27.210 / 27.210                        | US$3.482.540               |
| 22 de outubro de 2010      | Columbus                   | Estados Unidos             | Value City Arena                              | 12.010 / 12.010                        | US$1.325.804               |
| 24 de outubro de 2010      | Auburn Hills               | Estados Unidos             | The Palace of Auburn Hills                    | 13.481 / 13.481                        | US$1.536.384               |
| 26 de outubro de 2010      | Omaha                      | Estados Unidos             | Qwest Center Omaha                            | 9.471 / 9.897                          | US$898.513                 |
| 27 de outubro de 2010      | Saint Paul                 | Estados Unidos             | Xcel Energy Center                            | 14.130 / 14.130                        | US$1.704.884               |
| 29 de outubro de 2010      | Saint Louis                | Estados Unidos             | Scottrade Center                              | 12.574 / 12.574                        | US$1.341.058               |
| 30 de outubro de 2010      | Kansas City                | Estados Unidos             | Sprint Center                                 | 11.458 / 11.458                        | US$1.253.051               |
| 3 de novembro de 2010      | East Rutherford            | Estados Unidos             | Izod Center                                   | 25.690 / 25.690                        | US$3.385.970               |
| 4 de novembro de 2010      | East Rutherford            | Estados Unidos             | Izod Center                                   | 25.690 / 25.690                        | US$3.385.970               |
| 6 de novembro de 2010      | Nova York                  | Estados Unidos             | Madison Square Garden                         | 12.498 / 12.498                        | US$1.902.115               |
| 8 de novembro de 2010      | Filadélfia                 | Estados Unidos             | Wells Fargo Center                            | 39.280 / 39.280                        | US$5.474.340               |
| 9 de novembro de 2010      | Filadélfia                 | Estados Unidos             | Wells Fargo Center                            | 39.280 / 39.280                        | US$5.474.340               |
| 11 de novembro de 2010     | Filadélfia                 | Estados Unidos             | Wells Fargo Center                            | 39.280 / 39.280                        | US$5.474.340               |
| 13 de novembro de 2010     | Sunrise                    | Estados Unidos             | BankAtlantic Center                           | 24.939 / 24.939                        | US$2.956.233               |
| 14 de novembro de 2010     | Sunrise                    | Estados Unidos             | BankAtlantic Center                           | 24.939 / 24.939                        | US$2.956.233               |
| 16 de novembro de 2010     | Tampa                      | Estados Unidos             | St. Pete Times Forum                          | 14.630 / 15.650                        | US$1.784.297               |
| 18 de novembro de 2010     | Atlanta                    | Estados Unidos             | Philips Arena                                 | 12.665 / 12.665                        | US$1.772.797               |
| 20 de novembro de 2010     | Houston                    | Estados Unidos             | Toyota Center                                 | 11.443 / 11.443                        | US$1.541.128               |
| 21 de novembro de 2010     | Dallas                     | Estados Unidos             | American Airlines Center                      | 12.804 / 12.804                        | US$1.673.754               |
| 23 de novembro de 2010     | Denver                     | Estados Unidos             | Pepsi Center                                  | 11.801 / 11.801                        | US$1.491.145               |
| 26 de novembro de 2010     | Paradise                   | Estados Unidos             | MGM Grand Garden Arena                        | 12.661 / 12.661                        | US$1.992.350               |
| 27 de novembro de 2010     | Phoenix                    | Estados Unidos             | US Airways Center                             | 12.234 / 12.234                        | US$1.428.183               |
| 29 de novembro de 2010     | Los Angeles                | Estados Unidos             | Staples Center                                | 36.621 / 36.621                        | US$5.408.750               |
| 30 de novembro de 2010     | Los Angeles                | Estados Unidos             | Staples Center                                | 36.621 / 36.621                        | US$5.408.750               |
| 3 de dezembro de 2010      | Oakland                    | Estados Unidos             | Oracle Arena                                  | 12.579 / 12.579                        | US$1.536.895               |
| 5 de dezembro de 2010      | Los Angeles                | Estados Unidos             | Staples Center                                | —                                      | —                          |
| 7 de dezembro de 2010      | San Jose                   | Estados Unidos             | HP Pavilion at San Jose                       | 23.209 / 23.209                        | $3.106.707                 |
| 8 de dezembro de 2010      | San Jose                   | Estados Unidos             | HP Pavilion at San Jose                       | 23.209 / 23.209                        | $3.106.707                 |
| 10 de dezembro de 2010     | Vancouver                  | Canadá                     | Rogers Arena                                  | 13.159 / 13.159                        | US$1.940.070               |
| 11 de dezembro de 2010     | Tacoma                     | Estados Unidos             | Tacoma Dome                                   | 19.785 / 19.785                        | US$2.194.338               |
| 13 de dezembro de 2010     | Anaheim                    | Estados Unidos             | Honda Center                                  | 23.854 / 23.854                        | $3.321.700                 |
| 14 de dezembro de 2010     | Anaheim                    | Estados Unidos             | Honda Center                                  | 23.854 / 23.854                        | $3.321.700                 |
| 18 de dezembro de 2010     | Cidade do México           | México                     | Palacio de los Deportes                       | 42.864 / 42.864                        | US$4.788.270               |
| 19 de dezembro de 2010     | Cidade do México           | México                     | Palacio de los Deportes                       | 42.864 / 42.864                        | US$4.788.270               |
| 21 de dezembro de 2010     | Cidade do México           | México                     | Palacio de los Deportes                       | 42.864 / 42.864                        | US$4.788.270               |
| 2ª Fase: 2011              |                            |                            |                                               |                                        |                            |
| Europa (Parte 1)           |                            |                            |                                               |                                        |                            |
| 21 de março de 2011        | Lisboa                     | Portugal                   | Pavilhão Atlântico                            | 31.170 / 31.170                        | US$2.593.376               |
| 22 de março de 2011        | Lisboa                     | Portugal                   | Pavilhão Atlântico                            | 31.170 / 31.170                        | US$2.593.376               |
| 25 de março de 2011        | Madri                      | Espanha                    | Palacio de Deportes de la Comunidad de Madrid | 29.338 / 29.338                        | US$2.135.012               |
| 26 de março de 2011        | Madri                      | Espanha                    | Palacio de Deportes de la Comunidad de Madrid | 29.338 / 29.338                        | US$2.135.012               |
| 29 de março de 2011        | Barcelona                  | Espanha                    | Palau Saint Jordi                             | 28.738 / 28.738                        | $2.079.519                 |
| 30 de março de 2011        | Barcelona                  | Espanha                    | Palau Saint Jordi                             | 28.738 / 28.738                        | $2.079.519                 |
| 1 de abril de 2011         | Milão                      | Itália                     | Mediolanum Forum                              | 38.513 / 38.513                        | US$3.888.218               |
| 2 de abril de 2011         | Milão                      | Itália                     | Mediolanum Forum                              | 38.513 / 38.513                        | US$3.888.218               |
| 4 de abril de 2011         | Milão                      | Itália                     | Mediolanum Forum                              | 38.513 / 38.513                        | US$3.888.218               |
| 5 de abril de 2011         | Milão                      | Itália                     | Mediolanum Forum                              | 38.513 / 38.513                        | US$3.888.218               |
| 8 de abril de 2011         | Arnhem                     | Países Baixos              | GelreDome                                     | 88.693 / 88.693                        | US$8.632.039               |
| 9 de abril de 2011         | Arnhem                     | Países Baixos              | GelreDome                                     | 88.693 / 88.693                        | US$8.632.039               |
| 11 de abril de 2011        | Arnhem                     | Países Baixos              | GelreDome                                     | 88.693 / 88.693                        | US$8.632.039               |
| 13 de abril de 2011        | Zagreb                     | Croácia                    | Arena Zagreb                                  | 17.004 / 17.004                        | US$1.122.965               |
| 15 de abril de 2011        | Praga                      | República Tcheca           | O2 Arena                                      | 29.095 / 29.095                        | US$3.495.960               |
| 16 de abril de 2011        | Praga                      | República Tcheca           | O2 Arena                                      | 29.095 / 29.095                        | US$3.495.960               |
| 18 de abril de 2011        | Łódź                       | Polônia                    | Atlas Arena                                   | 26.231 / 26.231                        | US$2.248.310               |
| 19 de abril de 2011        | Łódź                       | Polônia                    | Atlas Arena                                   | 26.231 / 26.231                        | US$2.248.310               |
| 23 de abril de 2011        | Moscou                     | Rússia                     | Olimpiyskiy Arena                             | 21.894 / 21.894                        | $1,904,778                 |
| 25 de abril de 2011        | São Petersburgo            | Rússia                     | Saint Petersburg Sports and Concert Complex   | 15.998 / 15.998                        | US$1.542.045               |
| 27 de abril de 2011        | Helsínquia                 | Finlândia                  | Hartwall Areena                               | 20.583 / 20.583                        | $2.291.537                 |
| 28 de abril de 2011        | Helsínquia                 | Finlândia                  | Hartwall Areena                               | 20.583 / 20.583                        | $2.291.537                 |
| 30 de abril de 2011        | Bærum                      | Noruega                    | Telenor Arena                                 | 36.034 / 36.034                        | US$5.597.370               |
| 1 de maio de 2011          | Bærum                      | Noruega                    | Telenor Arena                                 | 36.034 / 36.034                        | US$5.597.370               |
| 4 de maio de 2011          | Estocolmo                  | Suécia                     | Ericsson Globe                                | 23.212 / 23.212                        | US$3.127.365               |
| 5 de maio de 2011          | Estocolmo                  | Suécia                     | Ericsson Globe                                | 23.212 / 23.212                        | US$3.127.365               |
| 7 de maio de 2011          | Copenhaguen                | Dinamarca                  | Estádio Parken                                | 46.825 / 46.825                        | US$5.151.114               |
| 11 de maio de 2011         | Londres                    | Reino Unido                | The O2 Arena                                  | 89.182 / 90.006                        | $10.232.800                |
| 12 de maio de 2011         | Londres                    | Reino Unido                | The O2 Arena                                  | 89.182 / 90.006                        | $10.232.800                |
| 14 de maio de 2011         | Londres                    | Reino Unido                | The O2 Arena                                  | 89.182 / 90.006                        | $10.232.800                |
| 15 de maio de 2011         | Londres                    | Reino Unido                | The O2 Arena                                  | 89.182 / 90.006                        | $10.232.800                |
| 17 de maio de 2011         | Londres                    | Reino Unido                | The O2 Arena                                  | 89.182 / 90.006                        | $10.232.800                |
| 18 de maio de 2011         | Londres                    | Reino Unido                | The O2 Arena                                  | 89.182 / 90.006                        | $10.232.800                |
| 20 de maio de 2011         | Manchester                 | Reino Unido                | Manchester Evening News Arena                 | 36.817 / 37.050                        | US$4.428.190               |
| 21 de maio de 2011         | Manchester                 | Reino Unido                | Manchester Evening News Arena                 | 36.817 / 37.050                        | US$4.428.190               |
| 23 de maio de 2011         | Dublin                     | Irlanda                    | The O2                                        | 24.540 / 24.540                        | US$2.370.038               |
| 24 de maio de 2011         | Dublin                     | Irlanda                    | The O2                                        | 24.540 / 24.540                        | US$2.370.038               |
| 27 de maio de 2011         | Antuérpia                  | Bélgica                    | Sportpaleis                                   | 24.977 / 24.977                        | US$2.703.230               |
| 28 de maio de 2011         | Antuérpia                  | Bélgica                    | Sportpaleis                                   | 24.977 / 24.977                        | US$2.703.230               |
| 30 de maio de 2011         | Paris                      | França                     | Palais Omnisports de Paris-Bercy              | 56.764 / 56.764                        | $6.015.980                 |
| 1 de junho de 2011         | Paris                      | França                     | Palais Omnisports de Paris-Bercy              | 56.764 / 56.764                        | $6.015.980                 |
| 3 de junho de 2011         | Mannheim                   | Alemanha                   | SAP Arena                                     | 16.444 / 16.444                        | US$2.226.201               |
| 4 de junho de 2011         | Mannheim                   | Alemanha                   | SAP Arena                                     | 16.444 / 16.444                        | US$2.226.201               |
| 6 de junho de 2011         | Zurique                    | Suíça                      | Hallenstadion                                 | 39.811 / 39.811                        | US$9.633.656               |
| 7 de junho de 2011         | Zurique                    | Suíça                      | Hallenstadion                                 | 39.811 / 39.811                        | US$9.633.656               |
| 10 de junho de 2011        | Hamburgo                   | Alemanha                   | O2 World Hamburg                              | 19.839 / 19.839                        | US$2.605.683               |
| 11 de junho de 2011        | Hamburgo                   | Alemanha                   | O2 World Hamburg                              | 19.839 / 19.839                        | US$2.605.683               |
| 13 de junho de 2011        | Herning                    | Dinamarca                  | Jyske Bank Boxen                              | 13.564 / 13.564                        | US$1.595.402               |
| 15 de junho de 2011        | Berlim                     | Alemanha                   | O2 World Berlin                               | 21.961 / 21.961                        | US$2.734.176               |
| 16 de junho de 2011        | Berlim                     | Alemanha                   | O2 World Berlin                               | 21.961 / 21.961                        | US$2.734.176               |
| 18 de junho de 2011        | Düsseldorf                 | Alemanha                   | Esprit Arena                                  | 35.000 / 35.000                        | US$3.784.690               |
| 20 de junho de 2011        | Munique                    | Alemanha                   | Olympiahalle                                  | 9.888 / 9.888                          | US$1.343.821               |
| 22 de junho de 2011        | Budapeste                  | Hungria                    | László Papp Budapest Sports Arena             | 13.445 / 13.445                        | US$1.333.913               |
| 24 de junho de 2011        | Zurique                    | Suíça                      | Hallenstadion                                 | —                                      | —                          |
| 25 de junho de 2011        | Zurique                    | Suíça                      | Hallenstadion                                 | —                                      | —                          |
| 27 de junho de 2011        | Birmingham                 | Reino Unido                | National Indoor Arena                         | 9.326 / 9.326                          | US$1.142.757               |
| 28 de junho de 2011        | Manchester                 | Reino Unido                | Manchester Evening News Arena                 | —                                      | —                          |
| 30 de junho de 2011        | Paris                      | França                     | Palais Omnisports de Paris-Bercy              | —                                      | —                          |
| 1 de julho de 2011         | Paris                      | França                     | Palais Omnisports de Paris-Bercy              | —                                      | —                          |
| 3 de julho de 2011         | Milão                      | Itália                     | Mediolanum Forum                              | 21.005 / 21.005                        | US$1.335.100               |
| 4 de julho de 2011         | Milão                      | Itália                     | Mediolanum Forum                              | 21.005 / 21.005                        | US$1.335.100               |
| 8 de julho de 2011         | Atenas                     | Grécia                     | O.A.C.A. Olympic Indoor Hall                  | 35.005 / 35.005                        | US$2.559.048               |
| 9 de julho de 2011         | Atenas                     | Grécia                     | O.A.C.A. Olympic Indoor Hall                  | 35.005 / 35.005                        | US$2.559.048               |
| 12 de julho de 2011        | Atenas                     | Grécia                     | O.A.C.A. Olympic Indoor Hall                  | 35.005 / 35.005                        | US$2.559.048               |
| 3ª Fase: 2012              |                            |                            |                                               |                                        |                            |
| Oceania                    |                            |                            |                                               |                                        |                            |
| 27 de janeiro de 2012      | Perth                      | Austrália                  | Burswood Dome                                 | 19.523 / 19.523                        | US$3.637.000               |
| 28 de janeiro de 2012      | Perth                      | Austrália                  | Burswood Dome                                 | 19.523 / 19.523                        | US$3.637.000               |
| 1 de fevereiro de 2012     | Brisbane                   | Austrália                  | Brisbane Entertainment Centre                 | 25.359 / 25.359                        | US$4.268.040               |
| 2 de fevereiro de 2012     | Brisbane                   | Austrália                  | Brisbane Entertainment Centre                 | 25.359 / 25.359                        | US$4.268.040               |
| 4 de fevereiro de 2012     | Brisbane                   | Austrália                  | Brisbane Entertainment Centre                 | 25.359 / 25.359                        | US$4.268.040               |
| 7 de fevereiro de 2012     | Melbourne                  | Austrália                  | Rod Laver Arena                               | 38.586 / 38.586                        | US$6.900.750               |
| 8 de fevereiro de 2012     | Melbourne                  | Austrália                  | Rod Laver Arena                               | 38.586 / 38.586                        | US$6.900.750               |
| 10 de fevereiro de 2012    | Melbourne                  | Austrália                  | Rod Laver Arena                               | 38.586 / 38.586                        | US$6.900.750               |
| 11 de fevereiro de 2012    | Melbourne                  | Austrália                  | Rod Laver Arena                               | 38.586 / 38.586                        | US$6.900.750               |
| 14 de fevereiro de 2012    | Sydney                     | Austrália                  | Allphones Arena                               | 22.994 / 22.994                        | US$4.314.050               |
| 15 de fevereiro de 2012    | Sydney                     | Austrália                  | Allphones Arena                               | 22.994 / 22.994                        | US$4.314.050               |
| 18 de fevereiro de 2012    | Auckland                   | Nova Zelândia              | Vector Arena                                  | 39.096 / 39.096                        | US$6.149.610               |
| 19 de fevereiro de 2012    | Auckland                   | Nova Zelândia              | Vector Arena                                  | 39.096 / 39.096                        | US$6.149.610               |
| 22 de fevereiro de 2012    | Auckland                   | Nova Zelândia              | Vector Arena                                  | 39.096 / 39.096                        | US$6.149.610               |
| 23 de fevereiro de 2012    | Auckland                   | Nova Zelândia              | Vector Arena                                  | 39.096 / 39.096                        | US$6.149.610               |
| América do Sul             |                            |                            |                                               |                                        |                            |
| 2 de março de 2012         | Santiago                   | Chile                      | Estádio Nacional Julio Martínez Prádanos      | 93.926 / 94.875                        | US$9.297.778               |
| 3 de março de 2012         | Santiago                   | Chile                      | Estádio Nacional Julio Martínez Prádanos      | 93.926 / 94.875                        | US$9.297.778               |
| 7 de março de 2012         | Buenos Aires               | Argentina                  | Estádio do River Plate                        | 430.678 / 444.906                      | US$37.970.877              |
| 8 de março de 2012         | Buenos Aires               | Argentina                  | Estádio do River Plate                        | 430.678 / 444.906                      | US$37.970.877              |
| 10 de março de 2012        | Buenos Aires               | Argentina                  | Estádio do River Plate                        | 430.678 / 444.906                      | US$37.970.877              |
| 12 de março de 2012        | Buenos Aires               | Argentina                  | Estádio do River Plate                        | 430.678 / 444.906                      | US$37.970.877              |
| 14 de março de 2012        | Buenos Aires               | Argentina                  | Estádio do River Plate                        | 430.678 / 444.906                      | US$37.970.877              |
| 15 de março de 2012        | Buenos Aires               | Argentina                  | Estádio do River Plate                        | 430.678 / 444.906                      | US$37.970.877              |
| 17 de março de 2012        | Buenos Aires               | Argentina                  | Estádio do River Plate                        | 430.678 / 444.906                      | US$37.970.877              |
| 18 de março de 2012        | Buenos Aires               | Argentina                  | Estádio do River Plate                        | 430.678 / 444.906                      | US$37.970.877              |
| 20 de março de 2012        | Buenos Aires               | Argentina                  | Estádio do River Plate                        | 430.678 / 444.906                      | US$37.970.877              |
| 25 de março de 2012        | Porto Alegre               | Brasil                     | Estádio Beira-Rio                             | 42.436 / 46.671                        | US$5.950.540               |
| 29 de março de 2012        | Rio de Janeiro             | Brasil                     | Estádio Nilton Santos                         | 43.046 / 53.219                        | US$4.839.180               |
| 1 de abril de 2012         | São Paulo                  | Brasil                     | Estádio do Morumbi                            | 99.869 / 107.621                       | $12.512.600                |
| 3 de abril de 2012         | São Paulo                  | Brasil                     | Estádio do Morumbi                            | 99.869 / 107.621                       | $12.512.600                |
| América do Norte (Parte 2) |                            |                            |                                               |                                        |                            |
| 27 de abril de 2012        | Cidade do México           | México                     | Foro Sol                                      | 82.811 / 82.811                        | $7.596.861                 |
| 28 de abril de 2012        | Cidade do México           | México                     | Foro Sol                                      | 82.811 / 82.811                        | $7.596.861                 |
| 1 de maio de 2012          | Houston                    | Estados Unidos             | Toyota Center                                 | 11.264 / 11.264                        | US$1.365.855               |
| 3 de maio de 2012          | Austin                     | Estados Unidos             | Frank Erwin Center                            | 10.230 / 10.230                        | US$1.188.971               |
| 5 de maio de 2012          | Tulsa                      | Estados Unidos             | BOK Center                                    | 10.651 / 10.651                        | US$1.198.062               |
| 7 de maio de 2012          | Denver                     | Estados Unidos             | Pepsi Center                                  | 11.800 / 11.800                        | US$1.443.249               |
| 11 de maio de 2012         | San Francisco              | Estados Unidos             | AT&T Park                                     | 33,193 / 33.193                        | US$4.151.511               |
| 13 de maio de 2012         | San Diego                  | Estados Unidos             | Valley View Casino Center                     | 10.219 / 10.219                        | US$1.323.031               |
| 15 de maio de 2012         | Phoenix                    | Estados Unidos             | US Airways Center                             | 11.585 / 11.585                        | US$1.255.271               |
| 19 de maio de 2012         | Los Angeles                | Estados Unidos             | Los Angeles Memorial Coliseum                 | 45.751 / 45.751                        | US$3.544.731               |
| 22 de maio de 2012         | Portland                   | Estados Unidos             | Rose Garden                                   | 12.275 / 12.275                        | US$1.316.751               |
| 24 de maio de 2012         | Seattle                    | Estados Unidos             | KeyArena                                      | 12.006 / 12.006                        | US$1.481.010               |
| 26 de maio de 2012         | Vancouver                  | Canadá                     | BC Place                                      | 36.013 / 36.013                        | US$3.820.182               |
| 28 de maio de 2012         | Edmonton                   | Canadá                     | Rexall Place                                  | 24,419 / 24,419                        | US$3.085.732               |
| 29 de maio de 2012         | Edmonton                   | Canadá                     | Rexall Place                                  | 24,419 / 24,419                        | US$3.085.732               |
| 31 de maio de 2012         | Winnipeg                   | Canadá                     | MTS Centre                                    | 20.754 / 20.754                        | US$2.384.855               |
| 1 de junho de 2012         | Winnipeg                   | Canadá                     | MTS Centre                                    | 20.754 / 20.754                        | US$2.384.855               |
| 3 de junho de 2012         | Saint Paul                 | Estados Unidos             | Xcel Energy Center                            | 12.889 / 12.889                        | US$1.420.771               |
| 5 de junho de 2012         | Detroit                    | Estados Unidos             | Joe Louis Arena                               | 11.406 / 11.406                        | US$1.222.904               |
| 6 de junho de 2012         | Grand Rapids               | Estados Unidos             | Van Andel Arena                               | 9.388 / 9.388                          | US$1.042.274               |
| 8 de junho de 2012         | Chicago                    | Estados Unidos             | Wrigley Field                                 | 36.881 / 36.881                        | US$4.388.860               |
| 10 de junho de 2012        | Louisville                 | Estados Unidos             | KFC Yum! Center                               | 12.547 / 14.666                        | US$1.295.669               |
| 11 de junho de 2012        | Indianápolis               | Estados Unidos             | Bankers Life Fieldhouse                       | 11.248 / 11.248                        | US$1.288.131               |
| 13 de junho de 2012        | Atlanta                    | Estados Unidos             | Philips Arena                                 | 10.707 / 10.707                        | US$1.256.465               |
| 15 de junho de 2012        | Sunrise                    | Estados Unidos             | BankAtlantic Center                           | 12.299 / 12.299                        | US$1.522.098               |
| 16 de junho de 2012        | Orlando                    | Estados Unidos             | Amway Center                                  | 11.878 / 11.878                        | US$1.383.781               |
| 19 de junho de 2012        | Nashville                  | Estados Unidos             | Bridgestone Arena                             | 12.748 / 12.748                        | US$1.356.251               |
| 21 de junho de 2012        | Buffalo                    | Estados Unidos             | First Niagara Center                          | 12.996 / 12.996                        | US$1.327.184               |
| 23 de junho de 2012        | Toronto                    | Canadá                     | Rogers Centre                                 | 40.328 / 40.328                        | US$3.876.736               |
| 25 de junho de 2012        | Ottawa                     | Canadá                     | Scotiabank Place                              | 11.604 / 11.604                        | US$1.239.283               |
| 27 de junho de 2012        | Montreal                   | Canadá                     | Bell Centre                                   | 14.305 / 14.305                        | US$1.740.898               |
| 29 de junho de 2012        | Hartford                   | Estados Unidos             | XL Center                                     | 11.225 / 11.225                        | US$1.421.495               |
| 1 de julho de 2012         | Boston                     | Estados Unidos             | Fenway Park                                   | 27.847 / 27.847                        | US$3.620.675               |
| 3 de julho de 2012         | Pittsburgh                 | Estados Unidos             | Consol Energy Center                          | 12.488 / 12.488                        | US$1.269.078               |
| 6 de julho de 2012         | Nova York                  | Estados Unidos             | Yankee Stadium                                | 62.188 / 62.188                        | US$7.375.030               |
| 7 de julho de 2012         | Nova York                  | Estados Unidos             | Yankee Stadium                                | 62.188 / 62.188                        | US$7.375.030               |
| 9 de julho de 2012         | Raleigh                    | Estados Unidos             | PNC Arena                                     | 11.913 / 11.913                        | US$1.259.326               |
| 10 de julho de 2012        | Charlotte                  | Estados Unidos             | Time Warner Cable Arena                       | 12.540 / 12.540                        | US$1.256.734               |
| 12 de julho de 2012        | Washington                 | Estados Unidos             | Verizon Center                                | 12.901 / 12.901                        | US$1.683.729               |
| 14 de julho de 2012        | Filadélfia                 | Estados Unidos             | Citizens Bank Park                            | 36.773 / 36.773                        | US$4.270.942               |
| 21 de julho de 2012        | Cidade de Quebec           | Canadá                     | Plains of Abraham                             | 71.021 / 75.000                        | US$7.391.936               |
| 4ª Fase: 2013              |                            |                            |                                               |                                        |                            |
| Europa (Parte 2)           |                            |                            |                                               |                                        |                            |
| 18 de julho de 2013        | Arnhem                     | Países Baixos              | GelreDome                                     | 6.343 / 10.000                         | US$610.369                 |
| 20 de julho de 2013        | Werchter                   | Bélgica                    | Rock Werchter Festival Site                   | 35.881 / 40.000                        | US$3.344.159               |
| 23 de julho de 2013        | Split                      | Croácia                    | Stadion Poljud                                | 19.338 / 25.000                        | US$770.476                 |
| 26 de julho de 2013        | Pádua                      | Itália                     | Stadio Euganeo                                | 41.358 / 42.000                        | US$3.624.011               |
| 28 de julho de 2013        | Roma                       | Itália                     | Stadio Olimpico                               | 50.848 / 52.000                        | US$4.257.575               |
| 31 de julho de 2013        | Atenas                     | Grécia                     | Estádio Olímpico de Atenas                    | 25.807 / 30.000                        | US$1.453.804               |
| 4 de agosto de 2013        | Istambul                   | Turquia                    | İTÜ Stadyumu                                  | 25.438 / 30.000                        | US$2.767.959               |
| 7 de agosto de 2013        | Praga                      | República Tcheca           | O2 Arena                                      | 13.621 / 14.200                        | US$1.666.798               |
| 9 de agosto de 2013        | Frankfurt                  | Alemanha                   | Commerzbank-Arena                             | 26.422 / 29.000                        | US$3.292.846               |
| 11 de agosto de 2013       | Copenhague                 | Dinamarca                  | Estádio Parken                                | 35.575 / 40.200                        | US$4.057.727               |
| 14 de agosto de 2013       | Bærum                      | Noruega                    | Telenor Arena                                 | 33.324 / 35.000                        | US$4.630.713               |
| 15 de agosto de 2013       | Bærum                      | Noruega                    | Telenor Arena                                 | 33.324 / 35.000                        | US$4.630.713               |
| 17 de agosto de 2013       | Gotemburgo                 | Suécia                     | Estádio Ullevi                                | 30.766 / 35.000                        | US$3.177.530               |
| 20 de agosto de 2013       | Varsóvia                   | Polônia                    | Estádio Nacional de Varsóvia                  | 32.549 / 36.331                        | US$3.008.068               |
| 23 de agosto de 2013       | Viena                      | Áustria                    | Ernst-Happel-Stadion                          | 36.385 / 40.000                        | US$4.409.931               |
| 25 de agosto de 2013       | Budapeste                  | Hungria                    | Estádio Puskás Ferenc                         | 18.720 / 30.000                        | US$1.137.675               |
| 28 de agosto de 2013       | Bucareste                  | Romênia                    | Piaţa Constituţiei                            | 44.813 / 44.850                        | US$3.216.105               |
| 30 de agosto de 2013       | Sófia                      | Bulgária                   | Estádio Nacional Vasil Levski                 | 31.371 / 35.000                        | US$2.053.674               |
| 1 de setembro de 2013      | Belgrado                   | Sérvia                     | Kombank Arena                                 | 12.400 / 14.000                        | US$669.712                 |
| 4 de setembro de 2013      | Berlim                     | Alemanha                   | Estádio Olímpico de Berlim                    | 29.857 / 40.000                        | US$3.299.137               |
| 6 de setembro de 2013      | Düsseldorf                 | Alemanha                   | Esprit Arena                                  | 33.727 / 35.000                        | US$3.823.373               |
| 8 de setembro de 2013      | Amsterdã                   | Países Baixos              | Amsterdam Arena                               | 47.414 / 47.500                        | US$4.257.133               |
| 11 de setembro de 2013     | Zurique                    | Suíça                      | Estádio Letzigrund                            | 37.367 / 40.000                        | US$4.974.579               |
| 14 de setembro de 2013     | Londres                    | Reino Unido                | Estádio de Wembley                            | 57.803 / 58.000                        | US$6.385.728               |
| 16 de setembro de 2013     | Manchester                 | Reino Unido                | Manchester Arena                              | 9.667 / 12.000                         | US$1.119.528               |
| 18 de setembro de 2013     | Dublin                     | Irlanda                    | Aviva Stadium                                 | 24.210 / 30.000                        | US$2.443.706               |
| 21 de setembro de 2013     | Saint Denis                | França                     | Stade de France                               | 69.119 / 70.000                        | US$6.853.334               |
| TOTAL                      | TOTAL                      | TOTAL                      | TOTAL                                         | 4.129.863 / 4.268.028 (96.8%)          | US$458.673.798             |

## Galeria de fotos

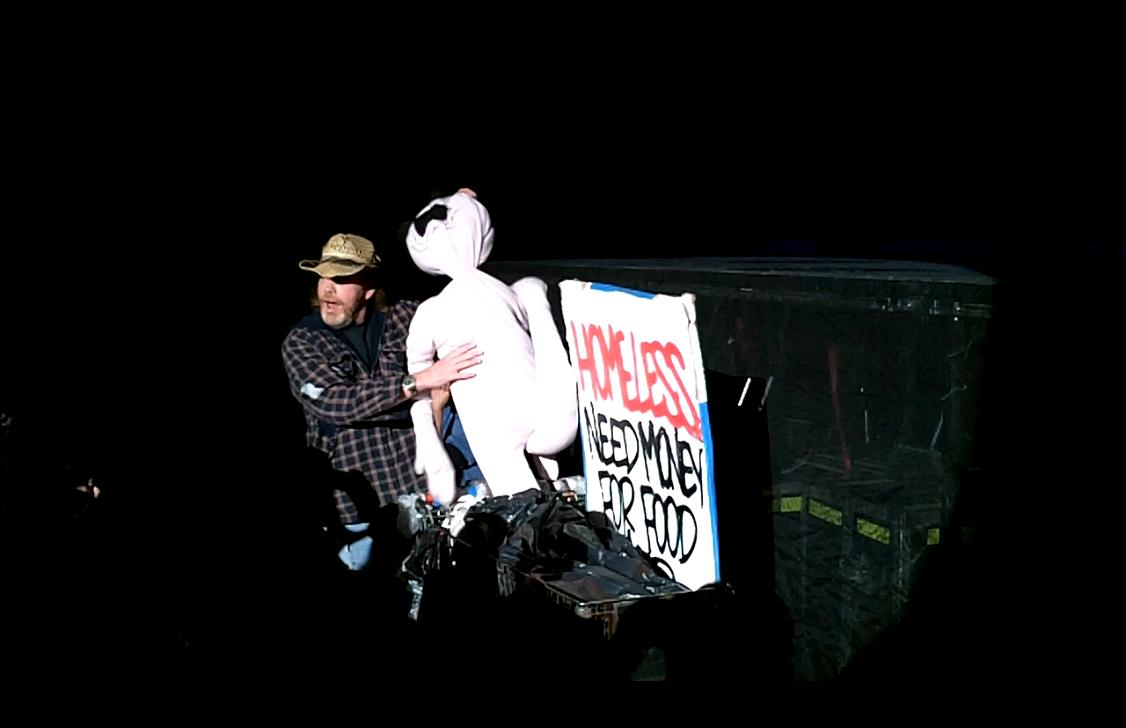
O "mendigo" antes de show em Denver, 23 de novembro de 2010.
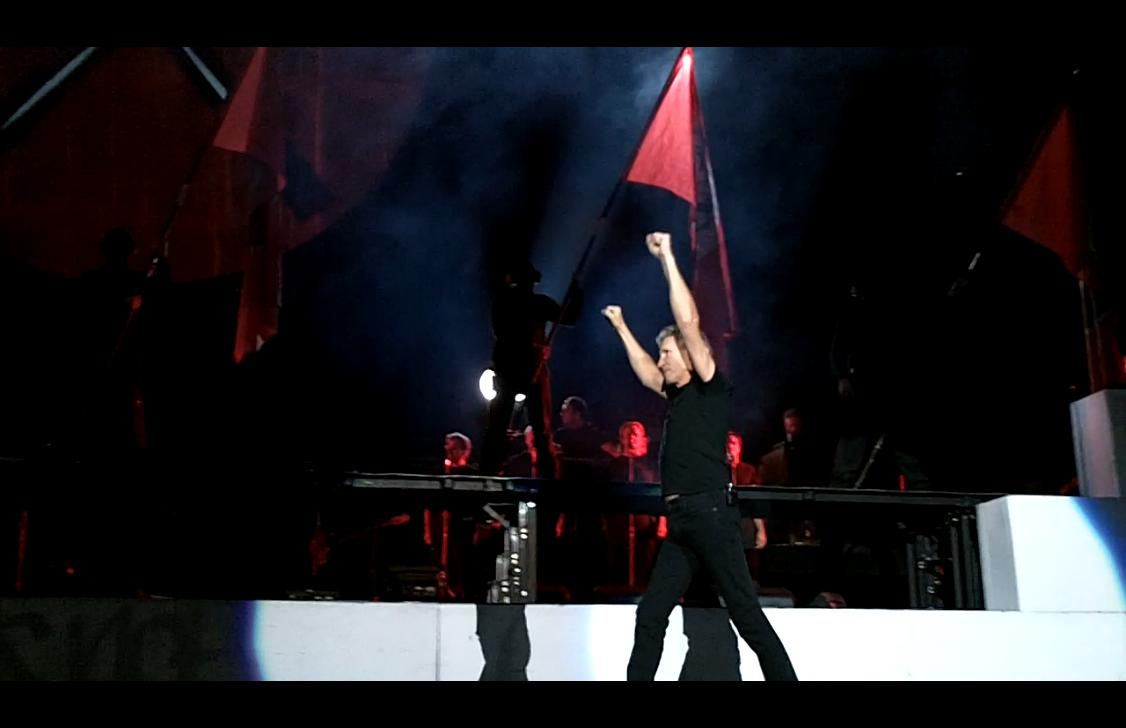
Waters durante In The Flesh?
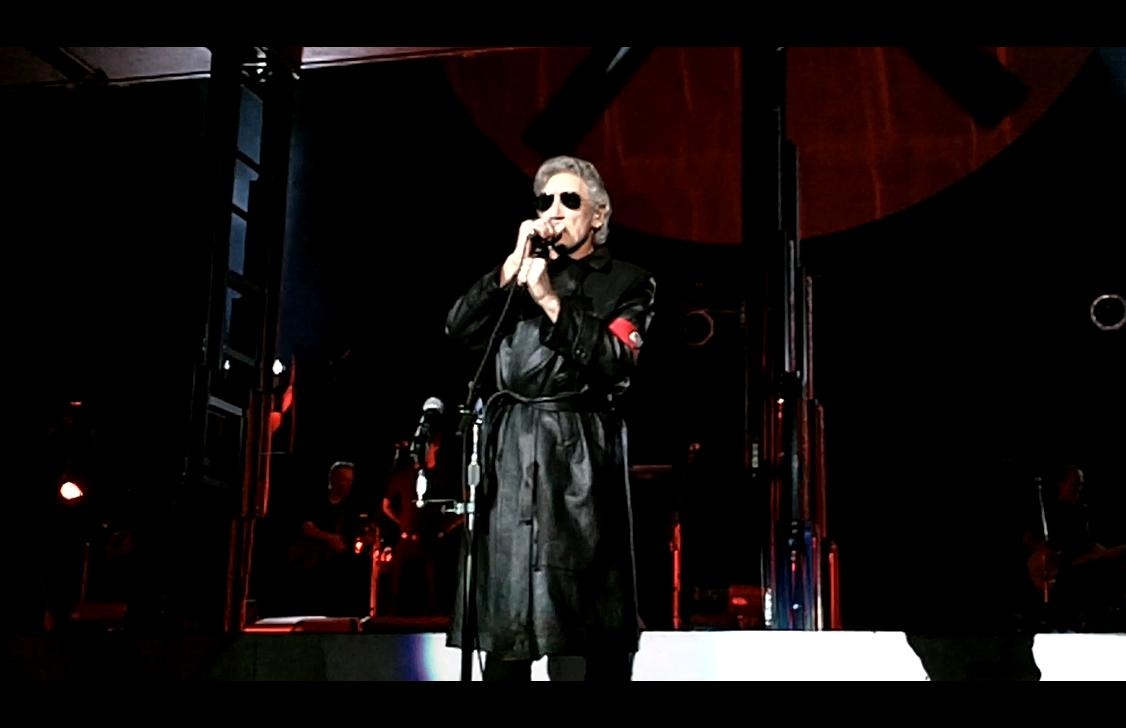
In the Flesh?
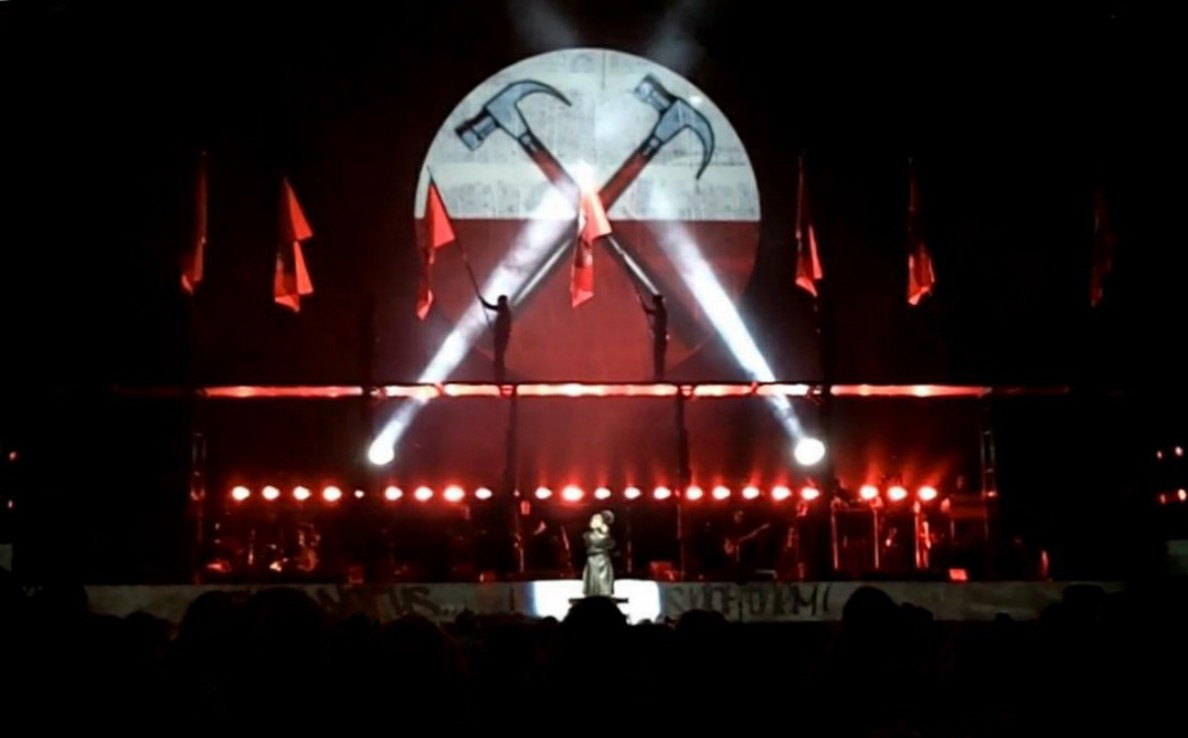
O avião na conclusão de "In The Flesh?"
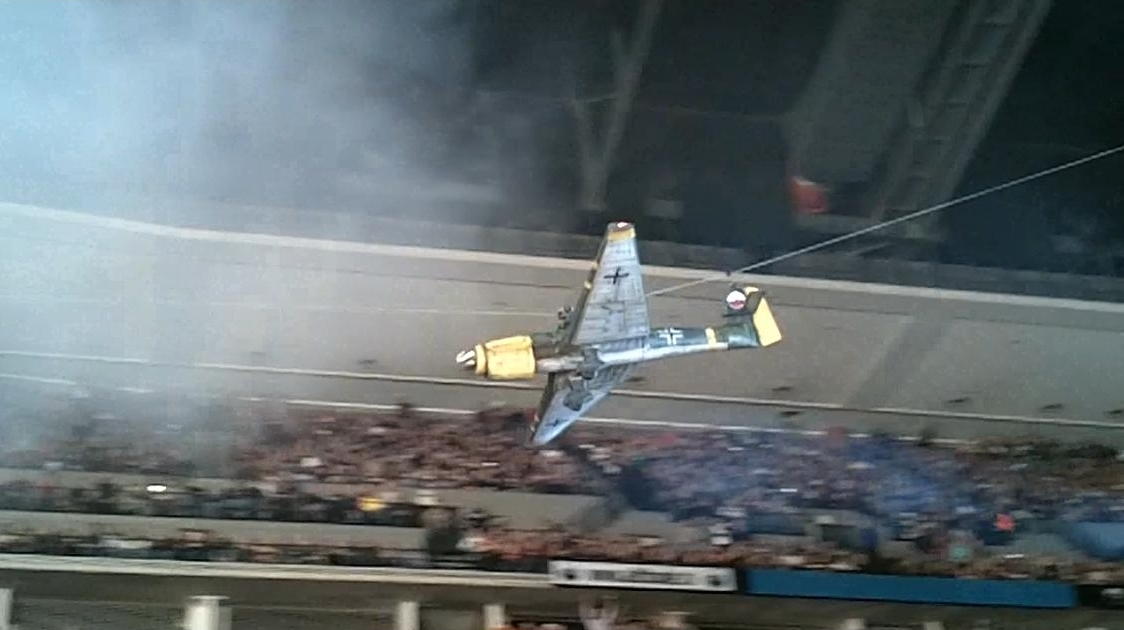
O avião na conclusão de "In The Flesh?"
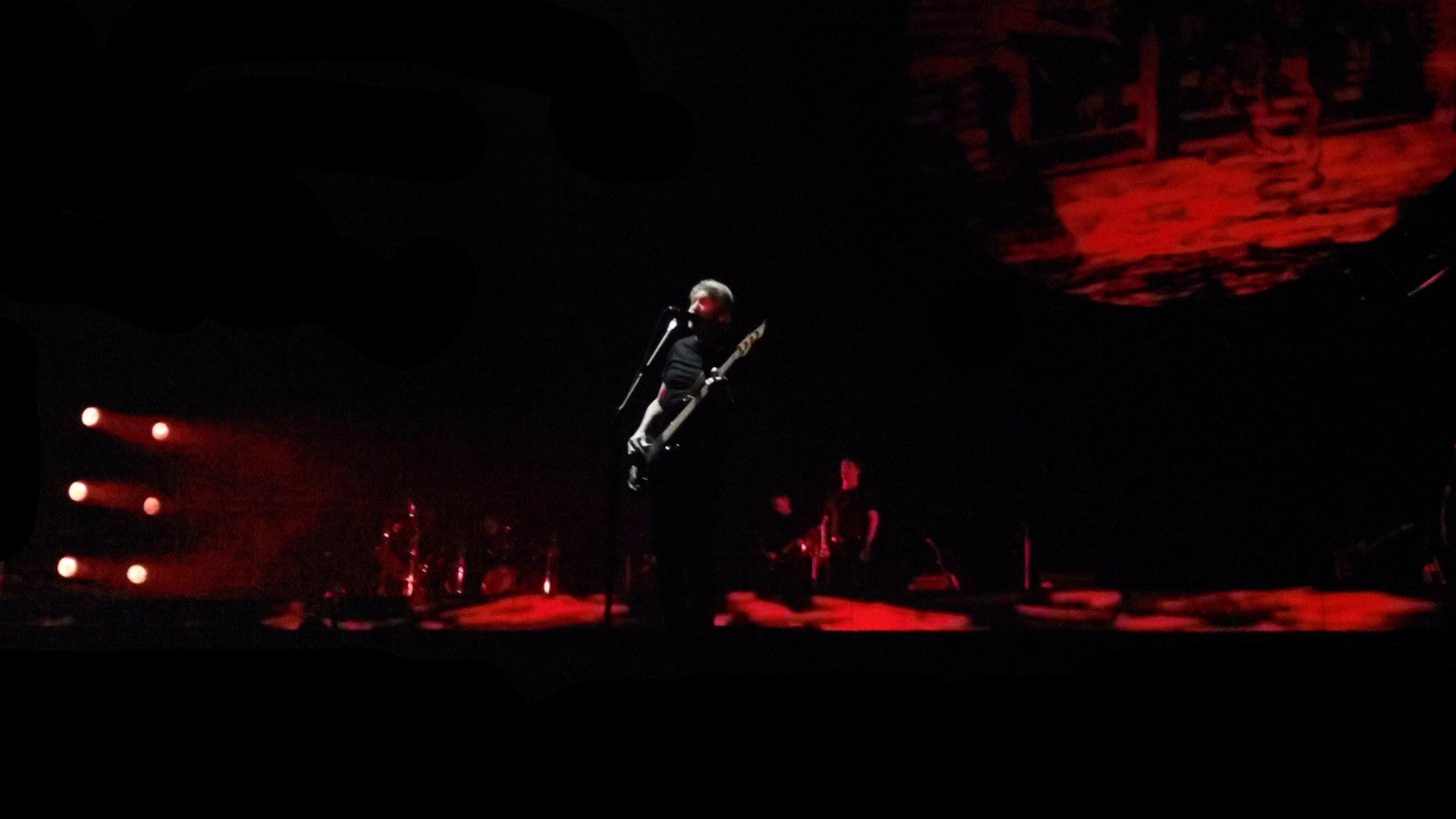
"Another Brick in the Wall pt.I"
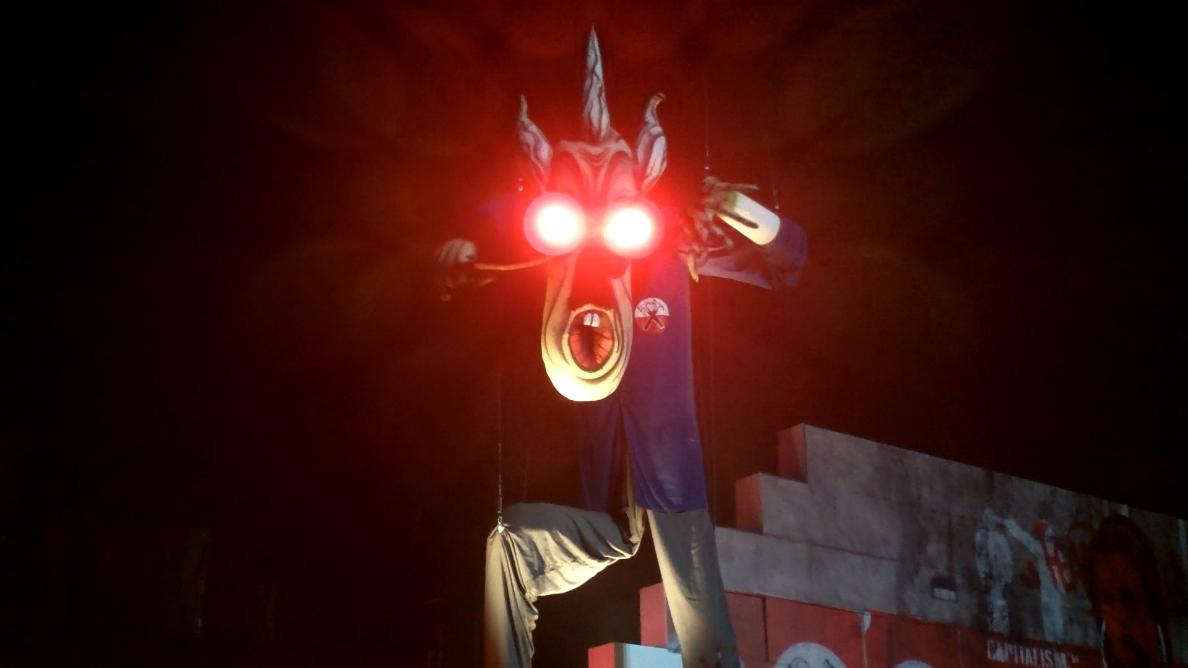
O Professor durante "Another Brick in The Wall II".
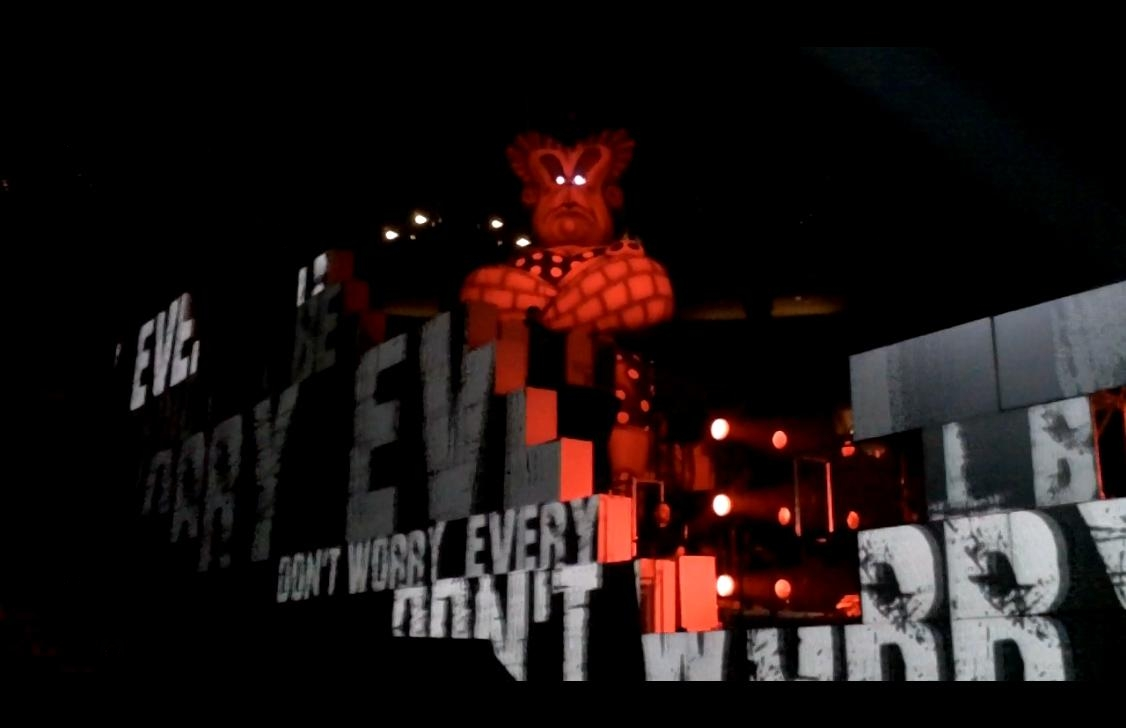
"Mother".
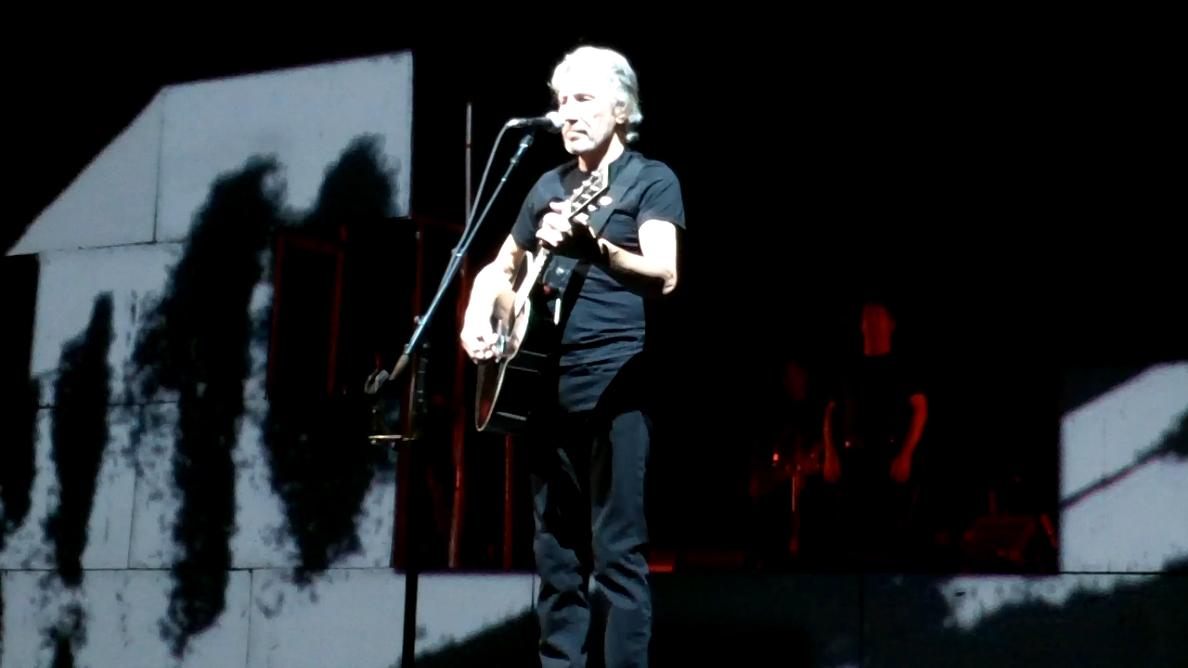
Tocando violão em "Mother"
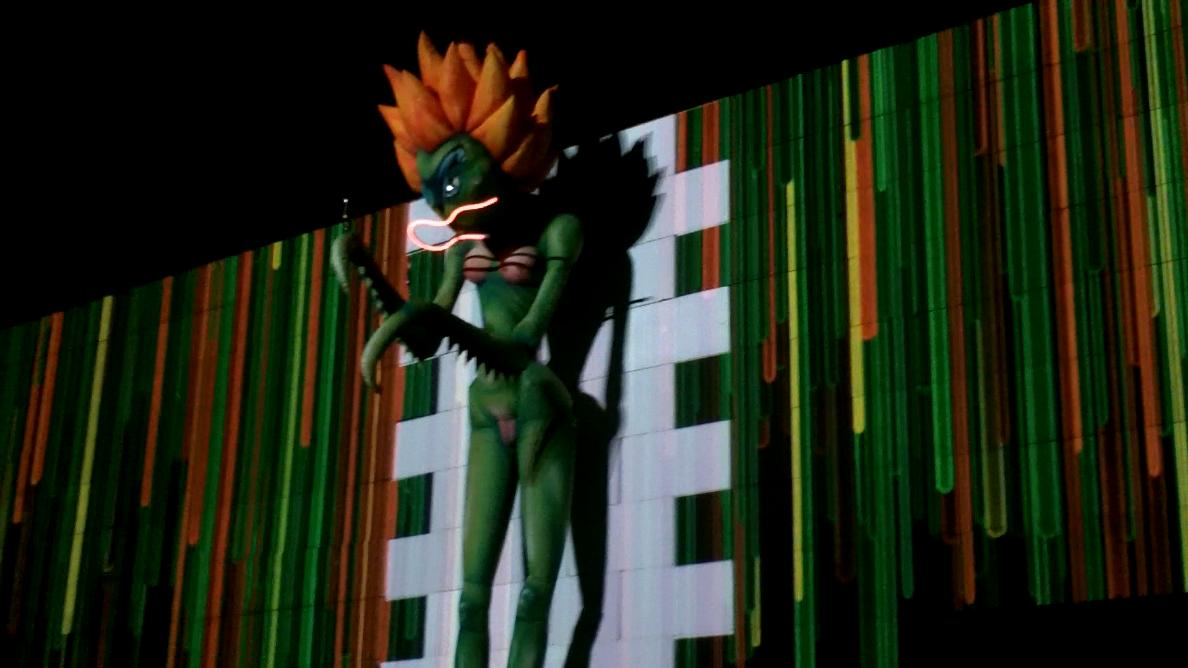
A "esposa" durante "Don't Leave Me Now"
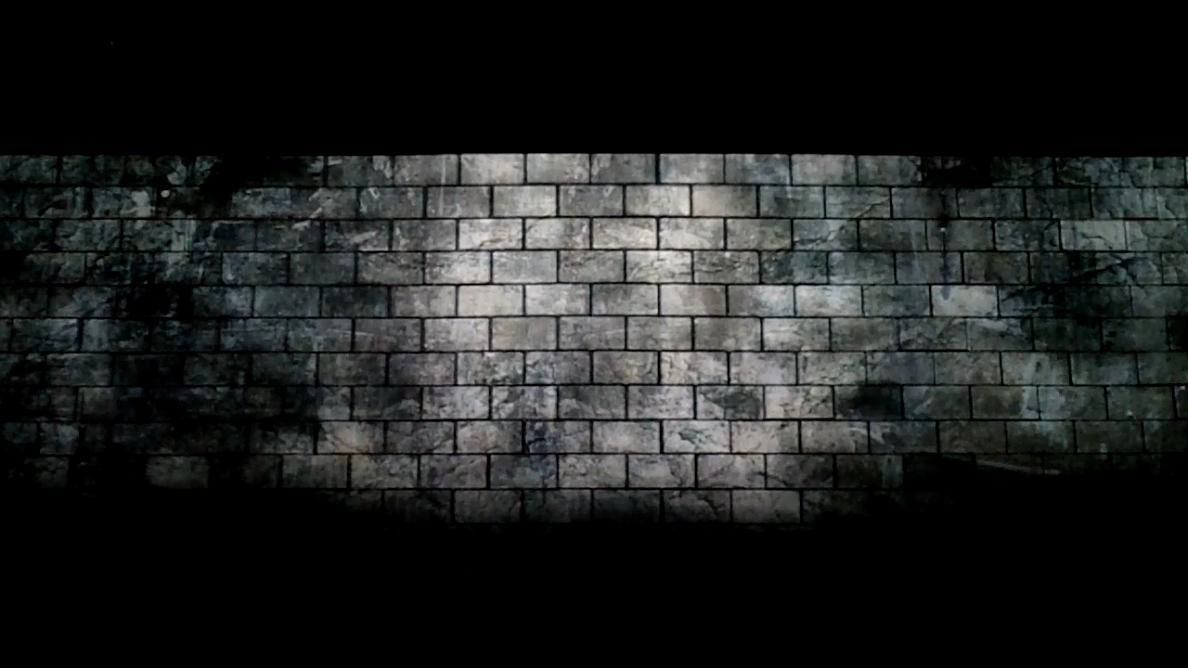
O muro está completo, em "Hey You"
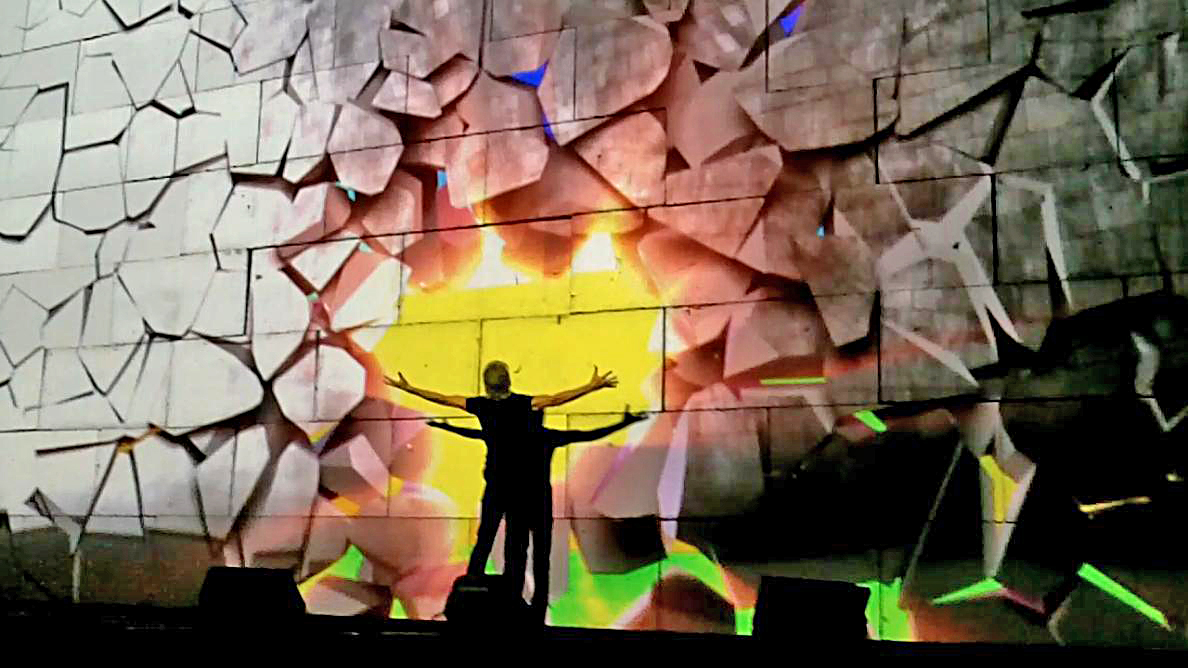
Climax do solo de guitarra de "Comfortably Numb"
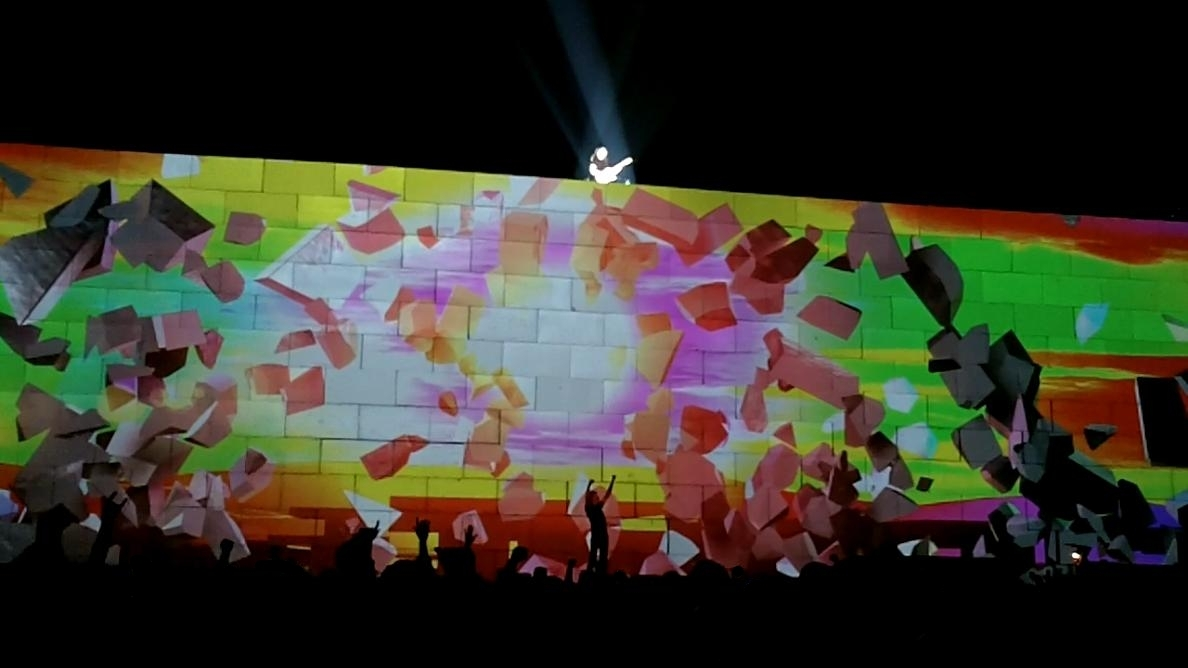
"Comfortably Numb"
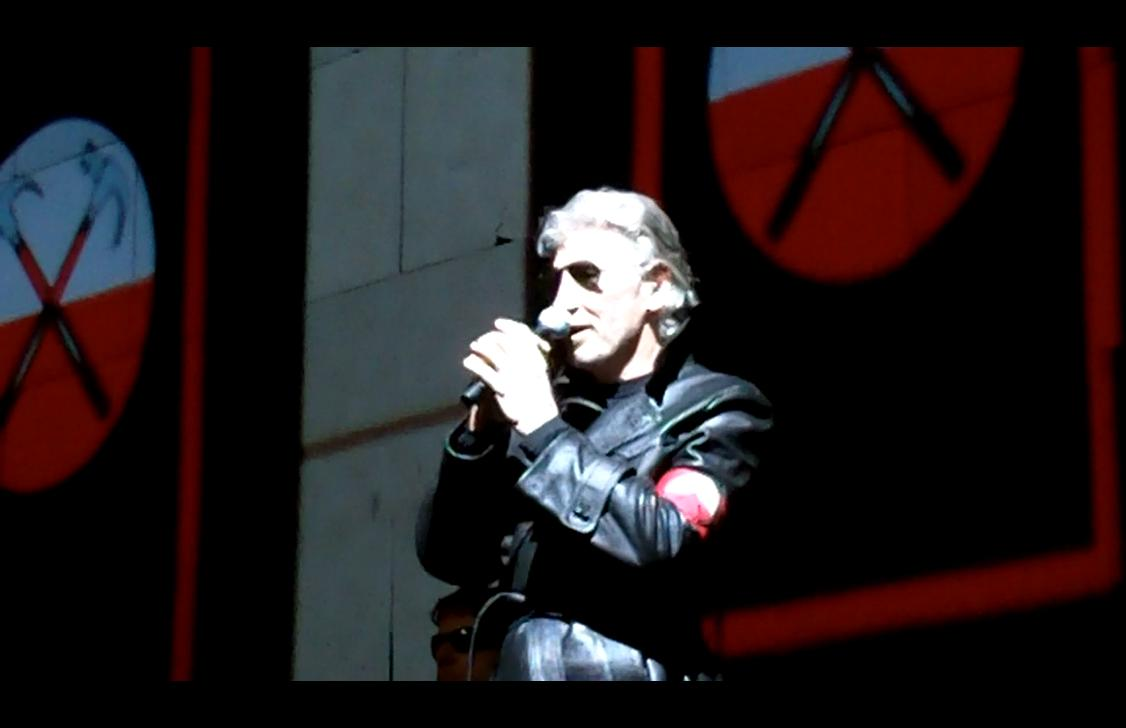
In the Flesh
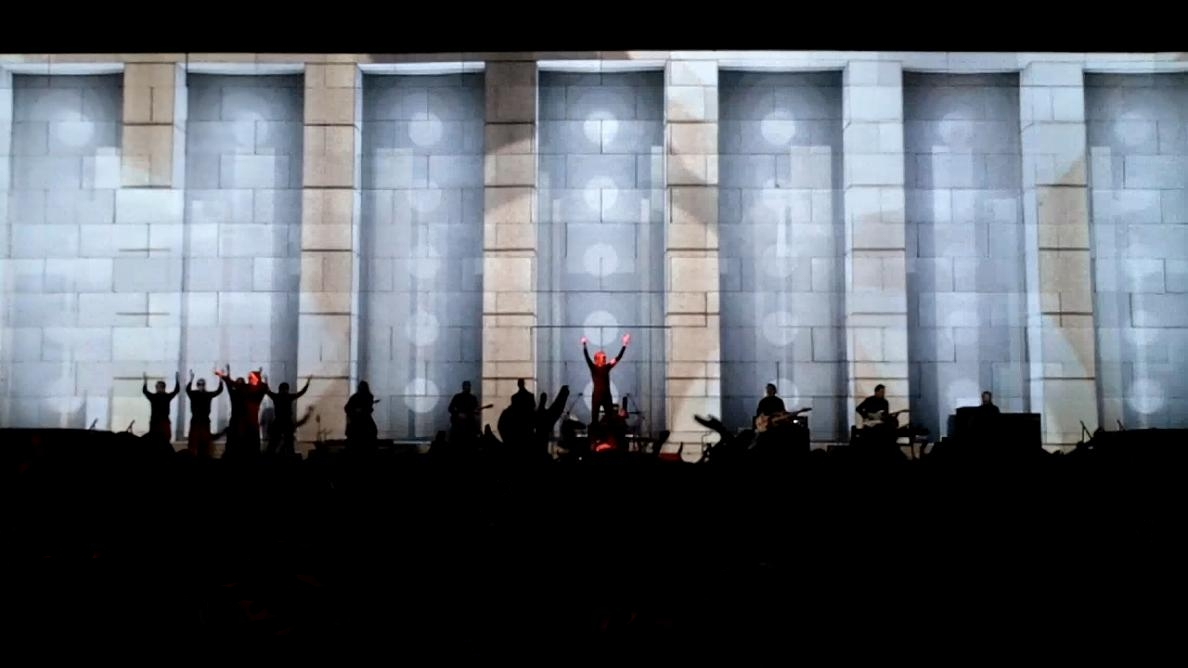
"Run Like Hell"
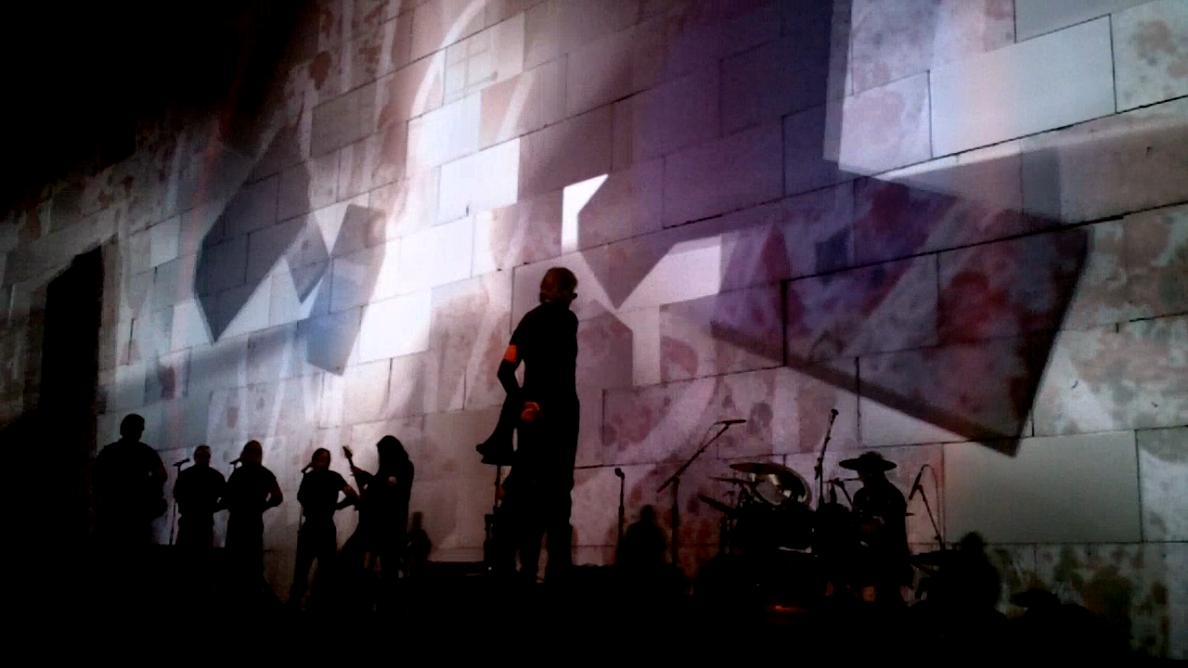
Durante "Run Like Hell"
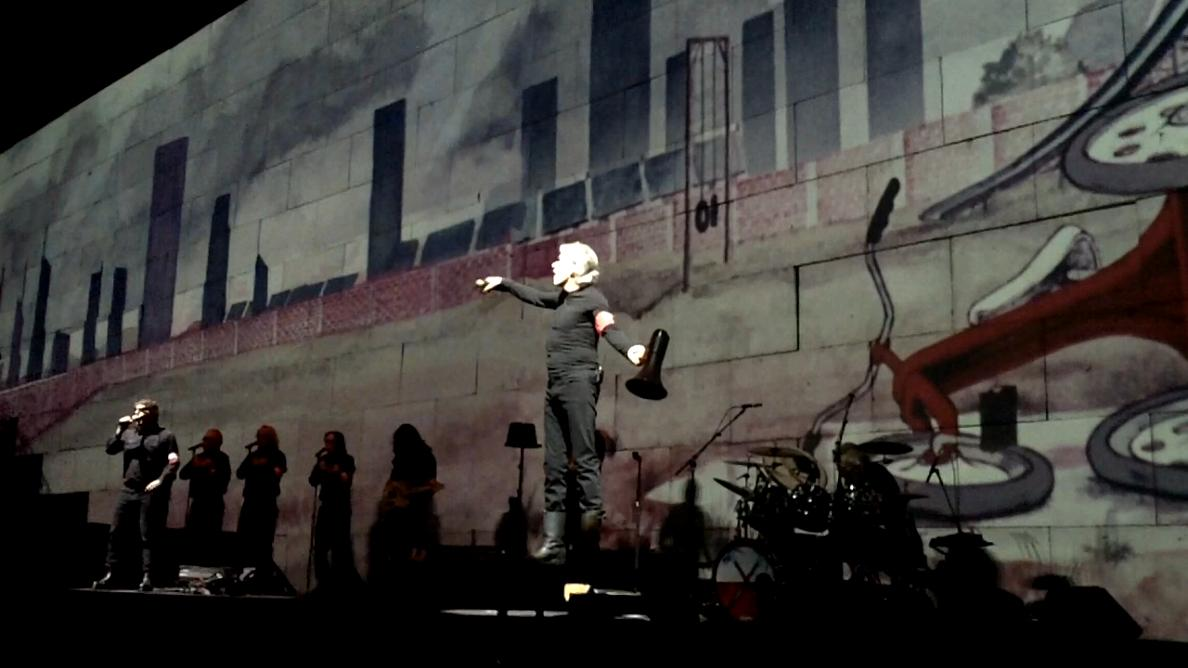
"Waiting for the Worms"
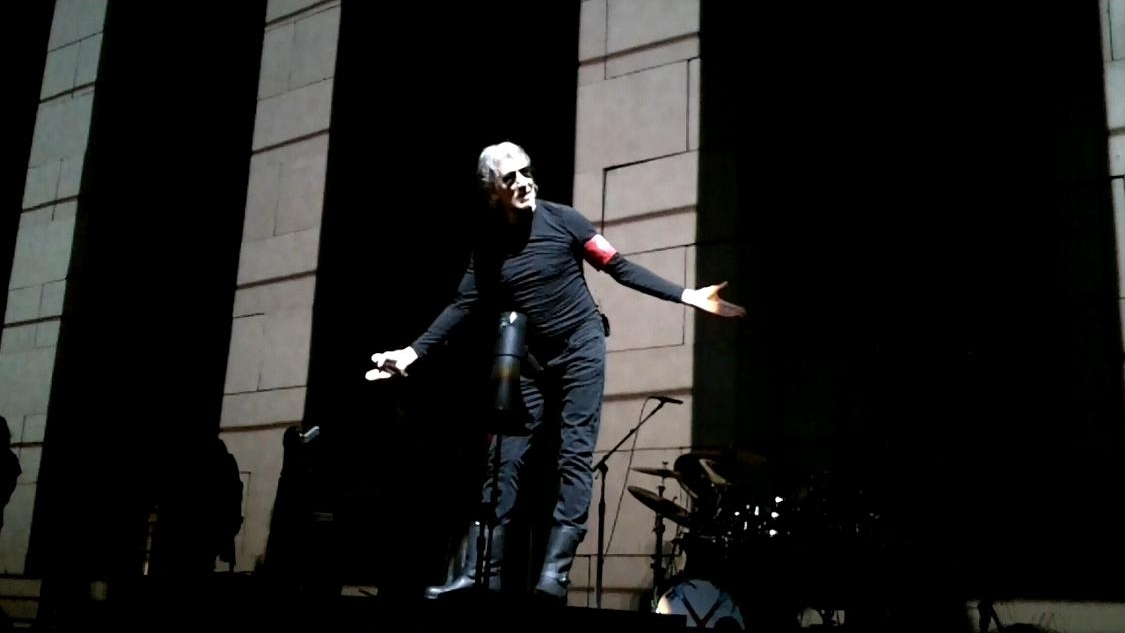
Vestido de ditador fascista
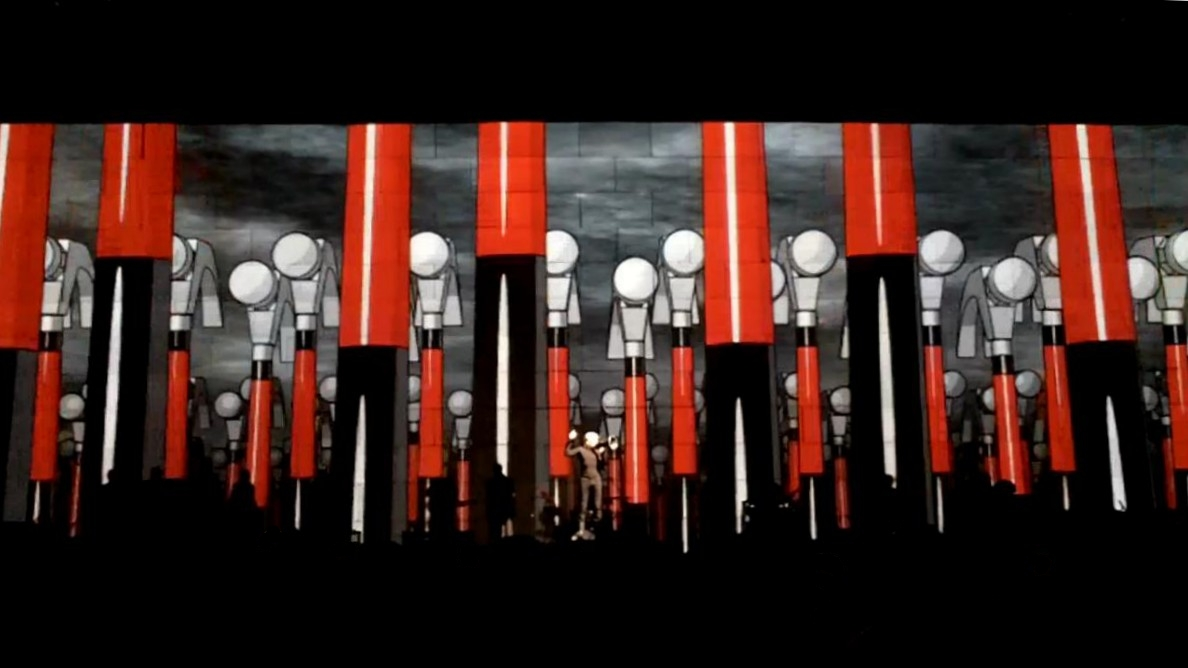
"Hammer!, Hammer!, Hammer!, Hammer!"
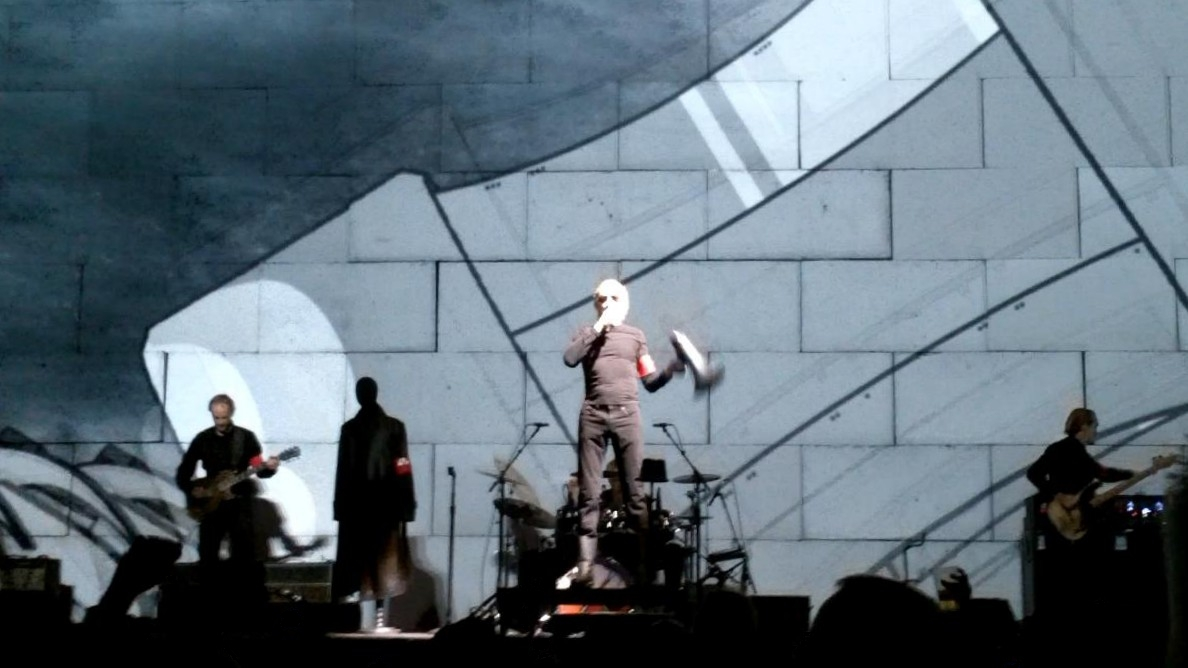
"Stop"
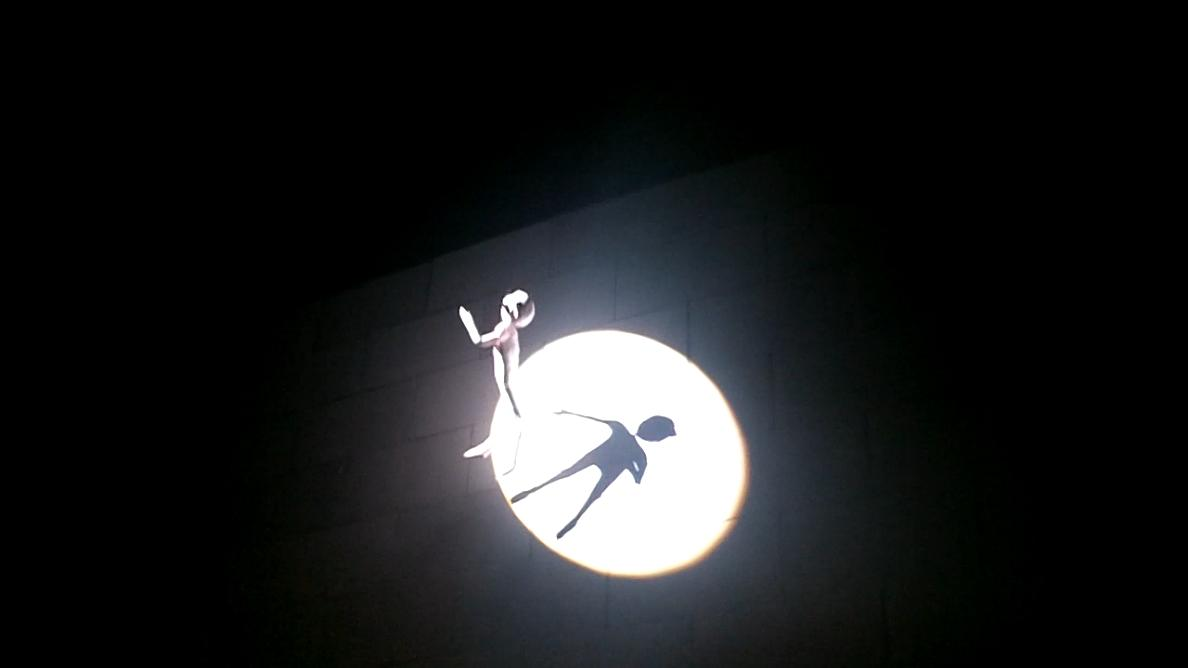
O boneco "Pink" caindo do muro enquanto inicia "The Trial"
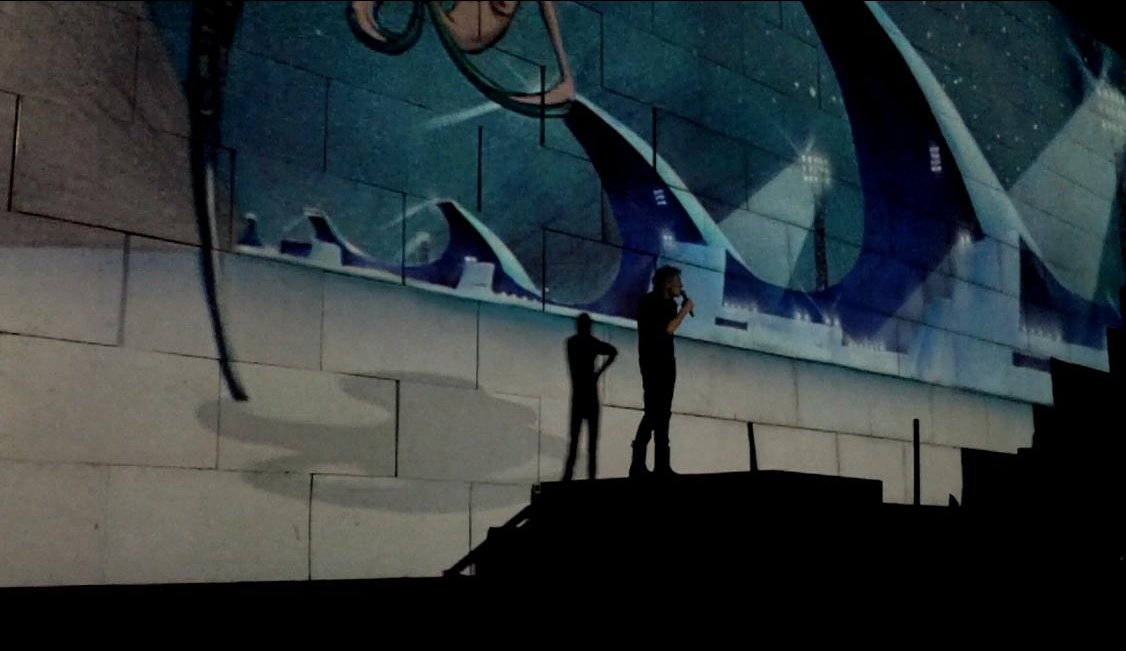
"The Trial"
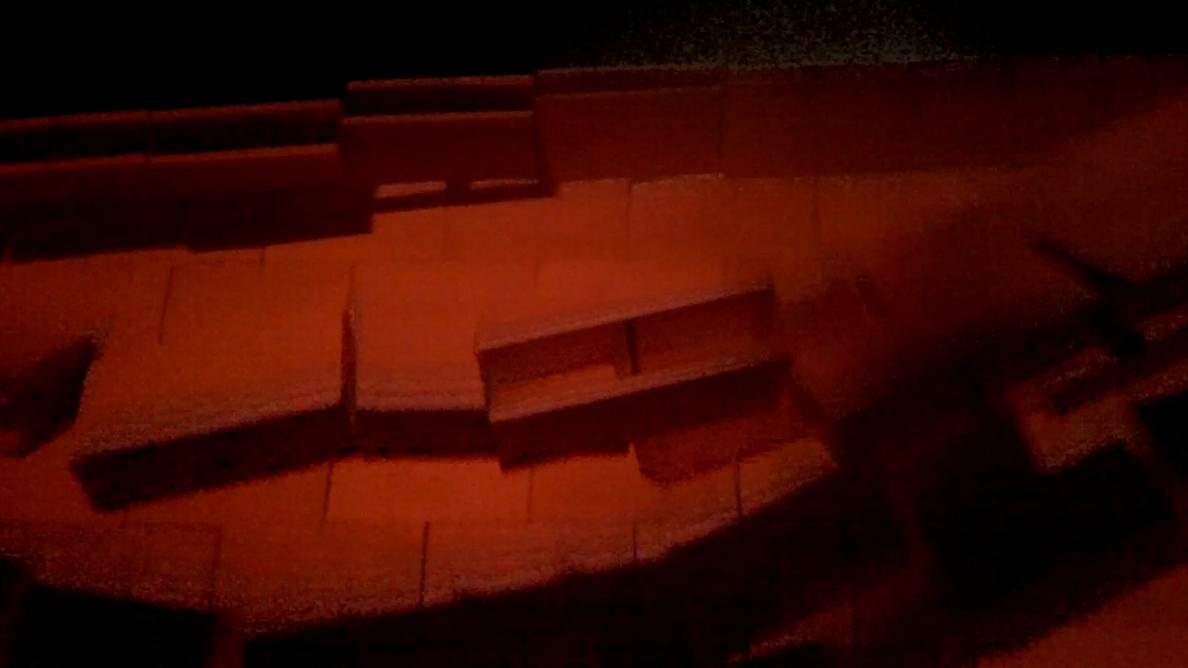
A Queda do Muro em "The Trial"
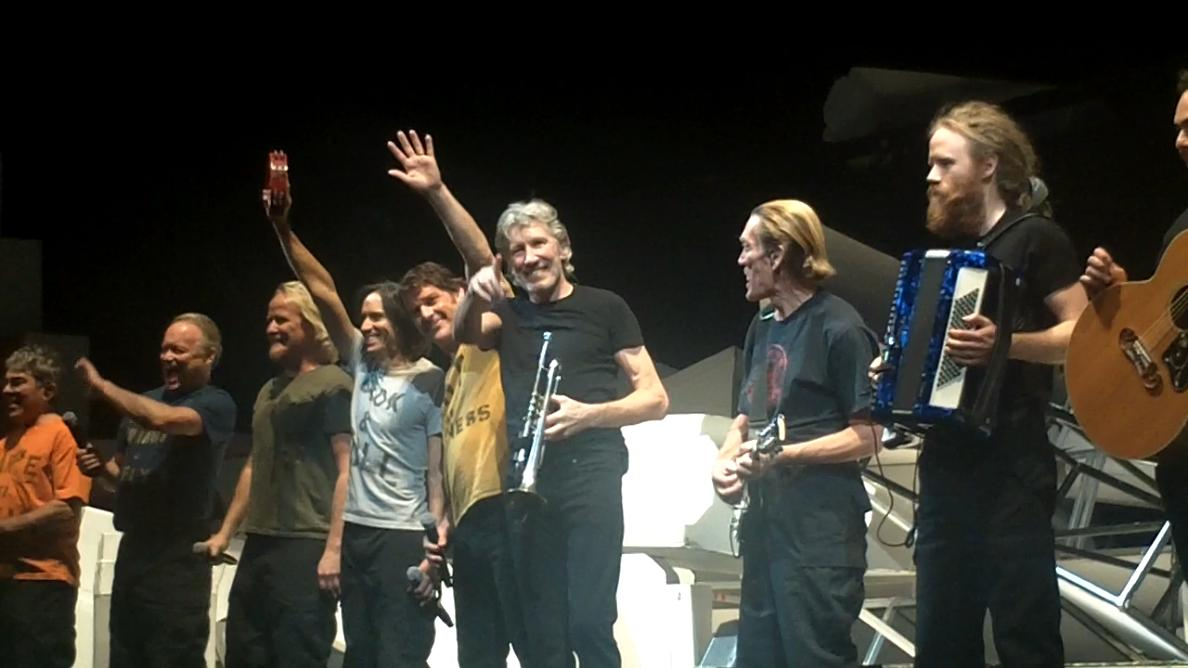
O final, "Outside the Wall"